# Incidente nucleare di Fukushima Dai-ichi

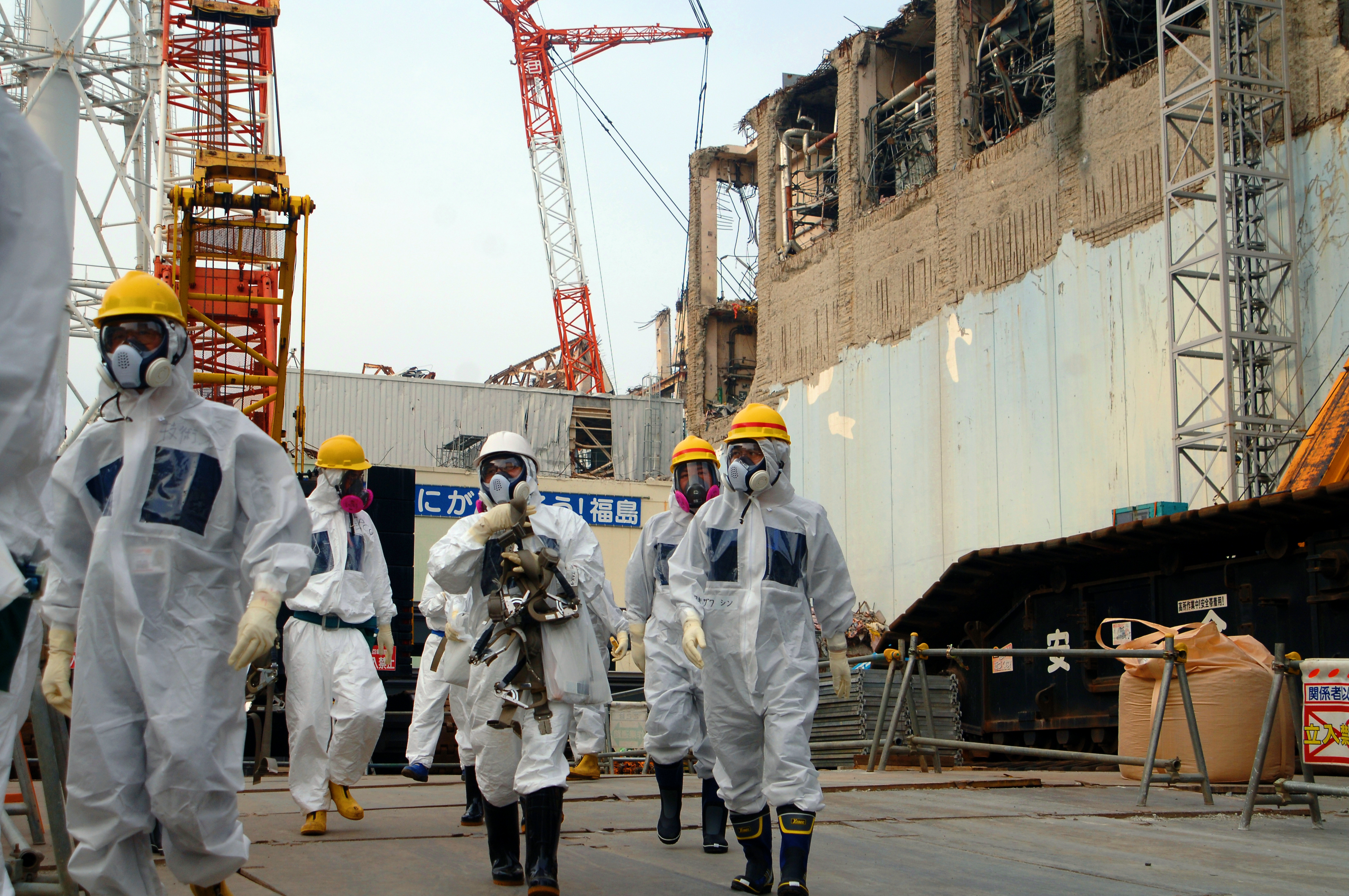
Esperti dell'AIEA presso la centrale nucleare di Fukushima Dai-ichi, unità 4, nel 2013.

L’incidente nucleare di Fukushima Dai-ichi (福島第一原子力発電所事故?, Fukushima Dai-ichi genshiryoku hatsudensho jiko) è stato un grave incidente nucleare verificatosi presso la centrale omonima, situata nei comuni di Ōkuma e Futaba (e non a Naraha), nella prefettura di Fukushima, lungo la costa orientale del Giappone. Insieme al disastro di Chernobyl del 26 aprile 1986, rappresenta l’unico incidente classificato al livello 7 della scala INES, il grado massimo di gravità previsto per eventi nucleari. L’evento fu innescato dal terremoto e maremoto del Tōhoku dell’11 marzo 2011, di magnitudo 9.0.
Al momento della scossa sismica, il sistema di sicurezza della centrale rilevò l’evento e attivò automaticamente la procedura di SCRAM, provocando l’arresto immediato dei reattori in funzione. A seguito della perdita dell’alimentazione elettrica dalla rete esterna e dello spegnimento dei reattori, entrarono in funzione i generatori di emergenza a gasolio, che fornirono temporaneamente l’energia necessaria al funzionamento dei sistemi di raffreddamento del nocciolo e delle piscine per il combustibile esausto. Tuttavia, circa 40 minuti dopo, l’onda di maremoto sommerse i locali turbine e le aree in cui erano collocati i generatori diesel, provocando un blackout quasi completo e compromettendo anche i sistemi elettrici di emergenza. Ciò determinò l’interruzione della rimozione del calore di decadimento, una progressiva perdita della capacità di raffreddamento, la parziale fusione del combustibile nucleare e la produzione di idrogeno, generato dalla reazione a elevate temperature tra l’acqua e le guaine in lega di zirconio. L’idrogeno accumulato determinò esplosioni nelle Unità 1, 3 e 4, danneggiando gravemente le strutture superiori degli edifici reattore, senza tuttavia compromettere — secondo le informazioni disponibili all’epoca — l’integrità dei recipienti primari di contenimento dei reattori.
Dopo circa 40 minuti dal sisma, la centrale fu investita dalle onde di maremoto generate dal terremoto, con un’altezza superiore a 10 m, che superarono le barriere protettive sommergendo estese aree dell’impianto. L’inondazione compromise il funzionamento dei generatori diesel di emergenza, essenziali per l’alimentazione dei sistemi di raffreddamento dei reattori 1, 2 e 3, e danneggiò anche la linea elettrica ad alta tensione che forniva energia ai reattori 5 e 6. Ne conseguì un blackout totale, che determinò l’arresto dei sistemi di raffreddamento nei primi tre reattori. L’interruzione prolungata della rimozione del calore di decadimento causò, nelle ore successive, la perdita del controllo sui reattori 1, 2 e 3, che erano in esercizio al momento del sisma. In tutti e tre i casi si verificò una fusione completa del nocciolo (meltdown nucleare), seppure con tempistiche differenti, tra il 12 e il 15 marzo. Nei giorni successivi si verificarono quattro esplosioni distinte, provocate dall’accumulo di idrogeno, alcune delle quali danneggiarono in modo significativo le strutture superiori degli edifici reattore.
Nel luglio 2012, una commissione parlamentare d'inchiesta indipendente (National Diet of Japan Fukushima Nuclear Accident Independent Investigation Commission - NAIIC) concluse che le condizioni che portarono all’incidente erano prevedibili e che il disastro avrebbe potuto essere evitato. In particolare, l’ente gestore dell’impianto, la Tokyo Electric Power Company (TEPCO), non aveva adottato misure di sicurezza adeguate rispetto al rischio sismico e non aveva elaborato piani efficaci per il contenimento delle conseguenze, né strategie di evacuazione sufficientemente strutturate. La TEPCO riconobbe pubblicamente alcune responsabilità nella gestione della sicurezza.
Nei giorni successivi all’incidente, a seguito del rilascio di materiale radioattivo in atmosfera e della conseguente contaminazione del suolo nelle aree circostanti, le autorità disposero l’evacuazione della popolazione residente entro un raggio di 20 chilometri dall’impianto.
A differenza dell’incidente di Černobyl’, l’evento di Fukushima non comportò un incendio con dispersione massiccia di radionuclidi in atmosfera, ma determinò un rilascio significativo di sostanze radioattive nell’oceano Pacifico. Non sono stati documentati effetti sanitari diretti attribuibili con certezza all’esposizione radiologica conseguente all’incidente, né tra la popolazione residente nella prefettura di Fukushima né tra il personale della centrale. Sono state sollevate critiche in merito alla percezione pubblica del rischio radiologico (talvolta definita come radiofobia) e all’adozione di una zona di esclusione, analoga a quella istituita a Černobyl’, ritenute da alcune fonti responsabili di effetti socio-sanitari potenzialmente superiori ai benefici ottenuti. In seguito all’incidente, almeno 164.000 residenti delle aree circostanti furono evacuati, temporaneamente o in modo permanente, sia su base volontaria sia per ordine delle autorità. L’evacuazione provocò almeno 51 decessi diretti, mentre ulteriori vittime sono state associate a stress psicologico o al timore dell’esposizione radiologica. Al 1º febbraio 2025, circa 24.644 persone risultavano ancora impossibilitate a rientrare nelle proprie abitazioni nell’area di Fukushima, di cui 19.673 evacuate al di fuori della prefettura e 4.966 all’interno della stessa, con 5 persone di destinazione non specificata.
Controversie sono emerse in merito alla gestione delle acque reflue utilizzate nel sistema di raffreddamento del reattore, con proteste registrate in alcuni Paesi della regione del Pacifico.

## Panoramica
La centrale nucleare di Fukushima Dai-ichi era composta da sei reattori nucleari ad acqua bollente (BWR), originariamente progettati dalla General Electric (GE) e gestiti dalla Tokyo Electric Power Company (TEPCO). Al momento del terremoto del Tōhoku dell’11 marzo 2011, i reattori 4, 5 e 6 risultavano in stato di fermata per operazioni di ricarica del combustibile nucleare, ma le rispettive piscine di stoccaggio contenevano ancora un numero significativo di elementi di combustibile esaurito, che richiedevano un raffreddamento attivo per mantenere adeguati livelli d’acqua e garantire condizioni termiche operative sicure.
Al momento della scossa di terremoto, i reattori 1, 2 e 3, attivi in quella fase, dotati di sismografi e sistemi di allarme antisismico con risposta automatica, arrestarono immediatamente la reazione di fissione mediante l'attivazione della procedura di arresto rapido (SCRAM), che consiste nell’inserimento simultaneo e completo delle barre di controllo all’interno del nocciolo del reattore. Poiché l’arresto dei reattori comportò anche l’interruzione della fornitura di energia elettrica necessaria al funzionamento dei sistemi di raffreddamento, entrarono in funzione i generatori diesel-elettrici di emergenza, che consentirono di mantenere regolarmente attiva l’alimentazione dei circuiti di raffreddamento.
I sistemi di raffreddamento operarono regolarmente per alcune decine di minuti, fino a quando lo tsunami raggiunse la centrale e danneggiò i generatori elettrici dei reattori 1–5.
L’onda di tsunami, con un’altezza stimata di circa 13 metri, colpì il sito circa 50 minuti dopo il sisma iniziale, superando la diga di protezione perimetrale, alta meno di 10 metri, e provocando un allagamento esteso dell’impianto.
Il momento dell’impatto fu documentato da una telecamera di sorveglianza installata presso l’impianto.
L’acqua invase completamente i locali seminterrati che ospitavano i generatori diesel di emergenza, che cessarono di funzionare nel giro di pochi minuti, determinando l’arresto delle turbo-pompe dei sistemi di raffreddamento dei reattori 2 e 3.
I due generatori di emergenza del reattore 6, collocati in una posizione strutturalmente più elevata e protetta, non subirono danni da allagamento e rimasero operativi, permettendo la prosecuzione del raffreddamento delle piscine di stoccaggio del combustibile esaurito dello stesso reattore 6 e del vicino reattore 5.
I primi quattro reattori, tuttavia, erano situati a una distanza di alcune centinaia di metri rispetto agli altri due, e l’area interposta fu invasa da acqua e detriti, rendendo impraticabili i collegamenti. I reattori 1, 2, 3 e 4 si trovarono pertanto privi di alimentazione elettrica e isolati dal resto del complesso.
I reattori nucleari di questa tipologia continuano a generare calore anche dopo l’arresto, a causa del decadimento degli isotopi radioattivi prodotti durante il funzionamento; si tratta di un processo che perdura per diversi giorni e viene definito produzione di calore residuo o residuo di reazione. È quindi necessario mantenere attivi i sistemi di raffreddamento per evitare un accumulo termico nel nocciolo, che potrebbe condurre alla sua fusione. I Reattori 1, 2, 3 e 4 non disponevano più dell’energia elettrica necessaria ad alimentare i sistemi di raffreddamento di emergenza, né delle apparecchiature elettroniche presenti nelle sale di controllo, fondamentali per il monitoraggio e la gestione dello stato dei reattori. In seguito a una serie di eventi, la cui dinamica è stata oggetto di indagini prolungate e non del tutto chiarita, gli operatori persero progressivamente la capacità di raffreddare i reattori. Dopo l’esaurimento delle batterie che alimentavano un circuito secondario del sistema di raffreddamento del Reattore 2, i reattori iniziarono a surriscaldarsi in modo continuo a partire dal 12 marzo.

Schema illustrativo degli incidenti avvenuti nei reattori 1-4

 Numerose squadre di operatori esterni intervennero con sforzi considerevoli per il ripristino dell’alimentazione elettrica ai sistemi di raffreddamento, lavorando al ricollegamento di una linea elettrica ad alta tensione per riattivare le apparecchiature di controllo e le sale operative. Fu inoltre avviata l’immissione di acqua nei reattori tramite mezzi esterni, in particolare da parte di unità dei vigili del fuoco. Tuttavia, i reattori rimasero privi di raffreddamento attivo per almeno 24 ore. In seguito si verificarono esplosioni, attribuite all’accumulo di una miscela di idrogeno e aria negli spazi superiori degli edifici reattore: un chiaro segnale della generazione di idrogeno all’interno dei noccioli, dovuta alla reazione di ossidazione ad alta temperatura tra l’acqua e lo zirconio presente nella lega metallica (Zircaloy) che riveste gli elementi di combustibile nucleare. Tale reazione, favorita da temperature estremamente elevate e superiori ai limiti operativi del reattore, produsse significative quantità di idrogeno. La prima esplosione si verificò nel Reattore 1 il 12 marzo, l’ultima nel Reattore 4 il 15 marzo.
Nei reattori nucleari di questo tipo, l'acqua di raffreddamento circola all’interno del nocciolo attraverso tubazioni verticali contenenti le barre di combustibile, rivestite da una lega metallica denominata Zircaloy, a base di zirconio. Questa lega è scelta per la sua bassa sezione d’urto nei confronti dei neutroni termici e per l’elevata resistenza alla corrosione in ambiente acquoso. Tuttavia, quando la temperatura supera i 1000 °C, lo zirconio può reagire con l’acqua, che in tali condizioni si comporta come un forte agente ossidante, dando luogo a una reazione esotermica che produce idrogeno in quantità significative, scindendo la molecola dell’acqua nei suoi componenti, idrogeno e ossigeno

Le esplosioni di idrogeno si verificarono nella parte superiore di alcuni edifici reattore, in aree esterne al recipiente di contenimento primario, dove si era accumulato gas proveniente dal rilascio controllato attraverso le valvole di sfogo delle linee ad alta pressione.

Le deflagrazioni furono registrate da telecamere di sorveglianza esterne, mentre la valutazione dei danni agli edifici reattore fu condotta anche tramite rilievi aerei, eseguiti con droni il 20 marzo.

## Caratteristiche dell'impianto

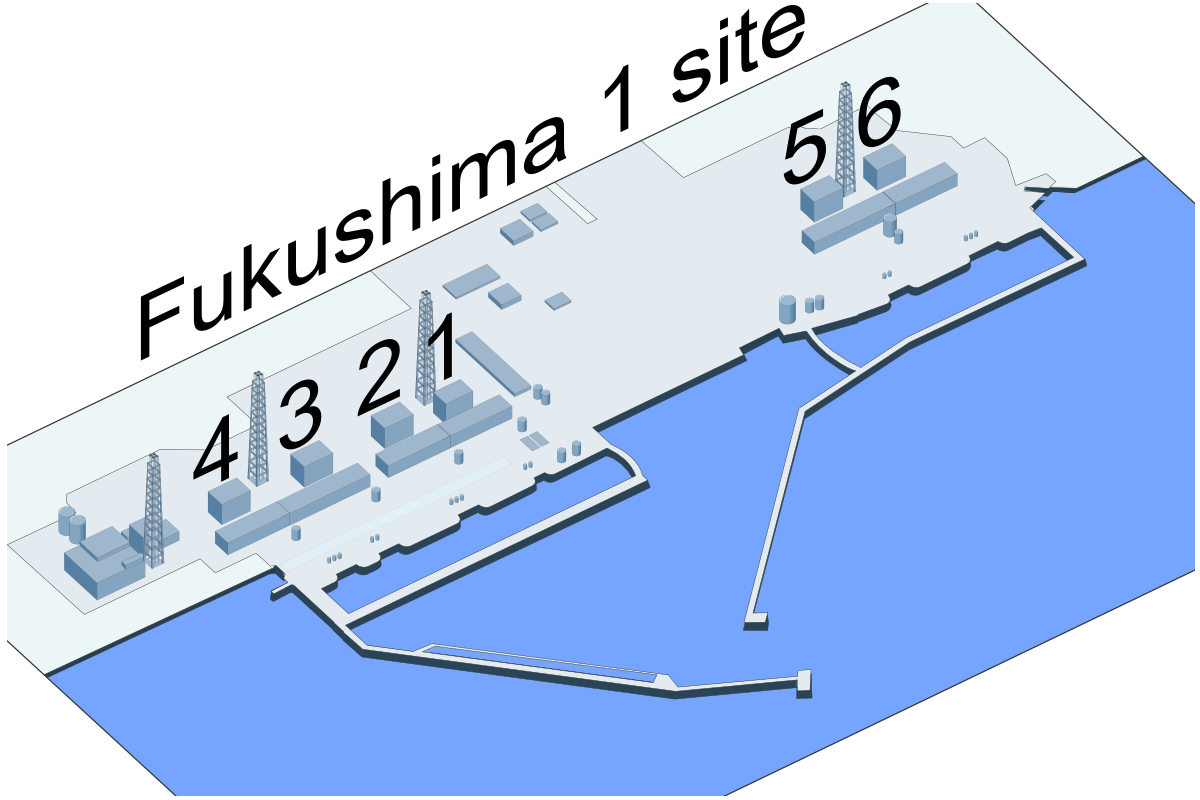
Schema panoramico della centrale nucleare di Fukushima Dai-ichi

La centrale elettronucleare Dai-ichi (nota anche come Fukushima I) comprende sei reattori nucleari ad acqua bollente (BWR) forniti da General Electric, che complessivamente erogavano una potenza elettrica netta di 4,7 GW, collocandola tra le quindici centrali nucleari più potenti al mondo. I reattori sono disposti in sequenza lungo la linea costiera, occupando un tratto di circa 1.400 metri; l’intero complesso si estende su una superficie di circa 3,5 km² ed è dotato, sul lato mare, di un porto industriale protetto da moli frangiflutti. Fukushima Dai-ichi fu la prima centrale nucleare progettata da General Electric a essere costruita e interamente gestita dalla Tokyo Electric Power Company (TEPCO). L’impianto si trova a circa 12 chilometri a nord della Fukushima Daini (nota anche come Fukushima II), anch’essa gestita da TEPCO.

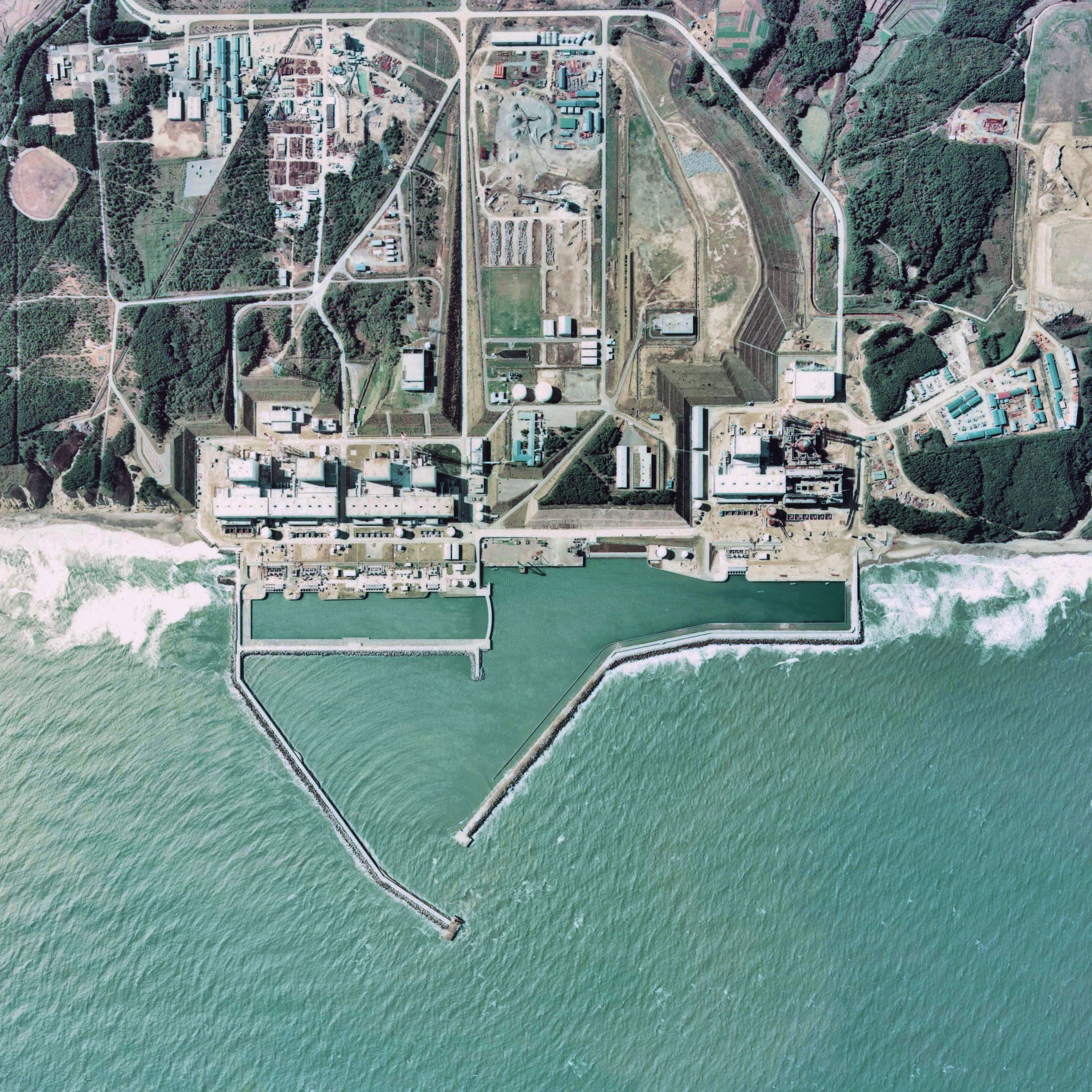
Foto aerea della centrale nel 1975. Il Reattore 6 era ancora in costruzione.

La costruzione della prima unità, il Reattore Daiichi 1, ebbe inizio nel 1967 e l’unità entrò in servizio nel 1971. Il Reattore 1 è un BWR di tipo 3, con una potenza di 439 MWe, ed è stato progettato secondo criteri antisismici che, per l’epoca, erano limitati, essendo certificato per resistere a un’accelerazione massima al suolo (PGA) di 0,18 g (1,74 m/s²), un valore inferiore rispetto a quello adottato per impianti situati in aree a maggiore pericolosità sismica. Nonostante ciò, risultò strutturalmente integro a seguito del terremoto del 1978, che colpì l’area con un’accelerazione massima misurata pari a 0,23 g.
I Reattori 2 e 3 sono entrambi reattori BWR di tipo 4 forniti da General Electric, con una potenza elettrica netta di 760 MWe ciascuno, ed entrarono in esercizio rispettivamente nel 1974 e nel 1976. Entrambe le unità furono realizzate con caratteristiche antisismiche potenziate, essendo certificate per resistere a un’accelerazione massima al suolo (PGA) pari a 0,42 g (4,12 m/s²). I successivi tre reattori dell’impianto (Unità 4, 5 e 6) furono progettati con ulteriori miglioramenti in termini di risposta sismica, con una capacità di resistenza fino a 0,46 g (4,52 m/s²). Le Unità 4 e 5, anch’esse BWR da 760 MWe, entrarono in esercizio rispettivamente nel 1978 e nel 1977, mentre il Reattore 6, con una potenza elettrica netta di 1.067 MWe, fu messo in funzione nel 1979.
Tutte le unità sono dotate di un sistema di contenimento primario di tipo "Mark I", sviluppato da General Electric, ad eccezione del Reattore 6, che utilizza una configurazione di contenimento "Mark II", introdotta successivamente per migliorare le prestazioni strutturali e di sicurezza.

### Il reattore BWR

Schema del reattore BWR con i sistemi di raffreddamento

I reattori BWR (Boiling Water Reactor) presentano una configurazione verticale e sono contenuti in un recipiente a pressione ermetico e schermato contro le radiazioni (pressure vessel), di forma cilindrica allungata, analoga a quella di una caldaia industriale. I modelli progettati da General Electric costituiscono la variante più diffusa di questa tipologia di reattore. Il nocciolo, sede della fissione nucleare e della generazione termica, è situato nella parte centrale del recipiente. Immediatamente sopra il nocciolo si trovano i condotti verticali per la canalizzazione e la separazione del vapore, anch’essi alloggiati all’interno del recipiente. Al di sopra di questi condotti è presente uno spazio libero, seguito da strutture in lamiera che fungono da superfici per la condensazione del vapore, sovrastate a loro volta da un ulteriore volume libero e infine dalla cupola superiore del recipiente. Il principio di funzionamento è analogo a quello di una caldaia a vapore: i condotti verticali convogliano il vapore ascendente generato dal contatto diretto dell’acqua con il nocciolo in ebollizione, mantenuta in condizioni di pressione controllata. Nella parte superiore del recipiente, in prossimità delle superfici di condensazione, si trovano le uscite per il vapore, le valvole di sicurezza e i sistemi di raffreddamento di emergenza. In regime operativo normale, il vapore attraversa i condotti a valori di pressione e temperatura moderati, tipicamente compresi tra 70 e 80 atm e tra 270 e 285 gradi Celsius. Le barre di controllo, utilizzate per modulare la reattività del nocciolo, sono inserite dal basso; perciò, la sezione inferiore del recipiente ospita le guide di inserzione, i meccanismi di attuazione e lo spazio necessario alla completa estrazione delle stesse.

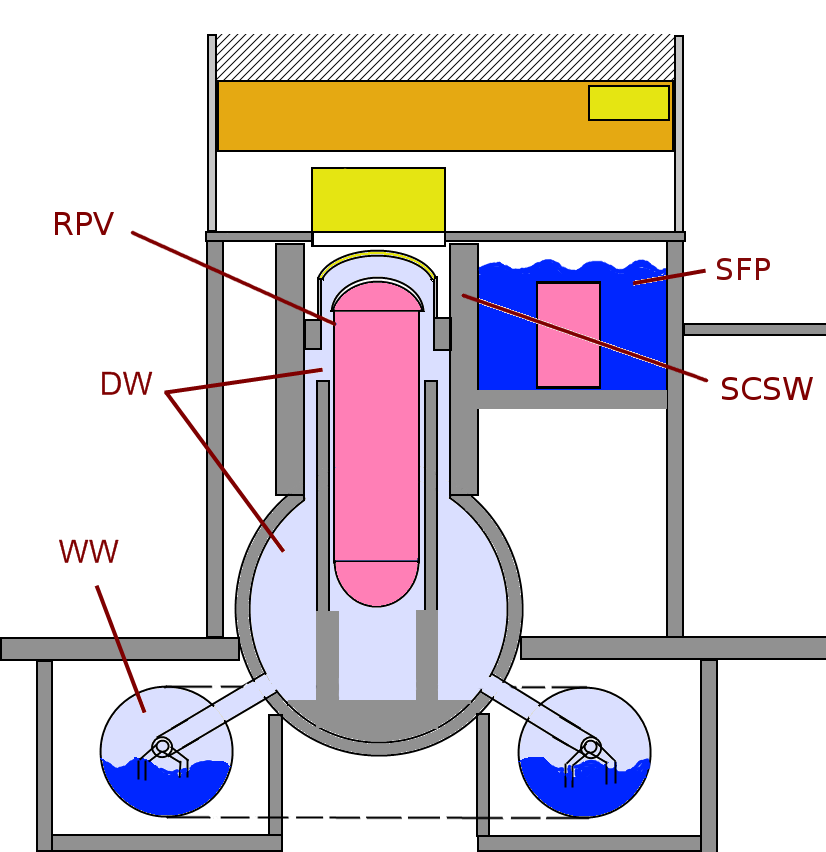
Sezione dello schema di contenimento Mark I presente nei reattori 1-5:
RPV: (reactor pressure vessel) recipiente a pressione del reattore.
DW: (drywell) contenitore di confinamento ermetico del reattore.
WW: (wetwell) camera di soppressione del vapore, di forma toroidale, contenente una riserva d'acqua liquida e deputata a stabilizzare la pressione del vapore. Il vapore in uscita dal reattore scende lungo appositi condotti nella camera di soppressione, dove viene condensato e può ricominciare il ciclo.
SFP: piscina del combustibile esaurito.
SCSW: contenitore secondario in cemento armato.

L’intero recipiente a pressione descritto è racchiuso all’interno di un secondo involucro ermetico, non pressurizzato, che ospita anche le tubazioni esterne del sistema di raffreddamento e diverse condotte di collegamento. Questo involucro, anch’esso in acciaio speciale, è denominato in gergo drywell e ha una forma simile a quella di una lampadina con il bulbo rivolto verso il basso. Alla base di questo insieme si trova un contenitore toroidale, detto camera di decompressione o camera di soppressione (wetwell), che circonda la parte inferiore a bulbo del recipiente principale. La camera toroidale è la struttura in cui si raccoglie l’acqua demineralizzata allo stato liquido al termine del ciclo del vapore e dopo il passaggio nelle turbine. Il wetwell contiene l’intera riserva d’acqua del sistema di soppressione, da cui acqua e vapore possono essere reintrodotti nel recipiente a pressione; esso è collegato alle valvole di sfogo del vapore del pressure vessel, fungendo da volume di espansione in caso di sovrapressione. Inoltre, il wetwell è connesso al recipiente centrale mediante una corona di condotte di collegamento.
L'intero reattore, comprensivo del drywell, è racchiuso all'interno di un involucro esterno costituito da cemento armato e acciaio, mentre l’intera struttura, inclusa la camera toroidale, poggia su una solida piattaforma di contenimento realizzata anch’essa in acciaio e cemento. I contenitori interni sono progettati per resistere alle elevate pressioni e temperature potenzialmente generate in condizioni incidentali, mentre il guscio esterno di contenimento in cemento armato e acciaio è dimensionato per sopportare eventi quali l’esplosione dei recipienti a pressione o altri scenari di rilascio energetico.

### Criticità dei reattori di tipo BWR
Uno svantaggio dei reattori BWR, così come di altri reattori a ciclo diretto, consiste nell’impiego di un circuito di refrigerazione in cui il vapore generato dall’acqua di raffreddamento viene inviato direttamente all’impianto turbine. Di conseguenza, nelle turbine circola lo stesso vapore acqueo che ha attraversato il nocciolo del reattore, pur restando sempre confinato in condotte dedicate e mai a diretto contatto con materiali fissili o strutture radioattive. Il fluido utilizzato è acqua demineralizzata, che, a condizione che le guaine in lega di zirconio degli elementi di combustibile fissile restino integre, non si contamina con isotopi di fissione durante il passaggio nel nocciolo; inoltre, il fluido primario è mantenuto in un circuito chiuso, sempre confinato all’interno del contenitore ermetico (wet well).
Tra le criticità legate all’utilizzo di un unico fluido termovettore nel nocciolo e nelle turbine vi è, oltre al rischio di contaminazione radioattiva, l’interdipendenza funzionale tra il circuito di raffreddamento del reattore e quello di alimentazione delle turbine a vapore, integrati in un unico sistema idraulico. Pertanto, eventuali variazioni operative o interruzioni nel sistema turbine possono alterare pressione e temperatura nel circuito primario, compromettendo la stabilità termica del reattore. In condizioni di emergenza, può rendersi necessario immettere acqua proveniente da fonti esterne per garantire il raffreddamento del nocciolo, con conseguente accumulo di acque contaminate da gestire successivamente. Durante l’incidente di Fukushima, gli operatori furono costretti a utilizzare acqua marina per il raffreddamento di emergenza. Migliaia di tonnellate di acqua contaminata vennero accumulate in grandi serbatoi, e si prevede che il loro smaltimento in mare sarà necessario in futuro.
Un ulteriore svantaggio del reattore ad acqua bollente — che nel contesto dell’incidente ha avuto conseguenze particolarmente gravi — è legato alle proprietà chimiche dell’acqua e delle leghe metalliche utilizzate, quando sottoposte a temperature estremamente elevate. A temperature operative normali (300-350 °C), l’acqua è stabile e svolge efficacemente la funzione di refrigerante. Tuttavia, a temperature ben superiori ai 1.000 °C, e in presenza di determinati materiali, può dissociarsi, assumendo un comportamento chimicamente ossidante. Lo zirconio, utilizzato per la fabbricazione dei tubi che racchiudono gli elementi di combustibile nel nocciolo, è un metallo duro e stabile in condizioni ordinarie, ma intorno ai 1.200 °C diventa chimicamente reattivo, potendo favorire la dissociazione dell’acqua mediante reazione con l’ossigeno, con conseguente rilascio di idrogeno. Oltre al rischio intrinseco associato all’idrogeno, tale reazione è esotermica, ovvero produce calore, con l’effetto paradossale che l’introduzione di acqua in queste condizioni può aumentare la temperatura invece di ridurla. L’entità effettiva di questo fenomeno può essere stata difficile da valutare in tempo reale da parte degli operatori durante la gestione dell’emergenza. Un documentario trasmesso dalla televisione giapponese NHK ha mostrato un esperimento del 2015 che evidenziava il notevole aumento di temperatura di tubi in lega di zirconio surriscaldati a contatto con vapore acqueo.

### Il calore residuo
I reattori BWR impiegano il calore prodotto dalla fissione nucleare per far bollire l’acqua in cui è immerso il nocciolo, generando vapore a pressione, analogamente a quanto avviene nelle caldaie a vapore industriali. Questo vapore viene convogliato direttamente verso il sistema delle turbine, che azionano i generatori per la produzione di energia elettrica destinata all’uso commerciale. Successivamente, il vapore viene condensato in appositi tubi di condensazione, che scambiano calore con vasche contenenti acqua di mare, senza che avvenga alcun contatto diretto tra i due fluidi.
Quando un reattore nucleare viene spento completamente mediante l’inserimento totale delle barre di controllo nel nocciolo — come avviene nella procedura di arresto rapido denominata SCRAM — il nocciolo continua comunque a generare calore per un periodo variabile, a causa del decadimento degli isotopi di fissione che si sono formati e accumulati durante il funzionamento. Questo fenomeno è noto come calore residuo o decadimento residuo del nocciolo.
Il decadimento dei prodotti di fissione continua a produrre calore che, sebbene rappresenti solo una frazione della potenza termica sviluppata durante l’operatività, può persistere per diversi giorni; di conseguenza, è necessario mantenere operativi i sistemi di raffreddamento per tutto il tempo necessario a dissiparlo. Sebbene la potenza termica derivante dal decadimento residuo diminuisca progressivamente, la sua persistenza rende indispensabile un raffreddamento continuo. Il calore generato in questa fase può corrispondere approssimativamente al 6% della potenza termica nominale del reattore, una quantità che, se non adeguatamente gestita, è sufficiente a provocare la fusione completa del nocciolo.

### I sistemi di raffreddamento di emergenza
I reattori della centrale Dai-ichi sono dotati di un sistema di raffreddamento alternativo, basato su pompe a turbina collocate nella parte superiore degli edifici reattore; si tratta di impianti alimentati sia elettricamente che idraulicamente, che ricevono energia direttamente dai gruppi elettrogeni diesel installati nei seminterrati degli edifici. Fa eccezione il reattore n° 1, che adotta un sistema di raffreddamento di emergenza a convezione e condensazione completamente passivo, il quale sfrutta esclusivamente la forza di gravità e non richiede alimentazione elettrica durante il funzionamento, ma necessita dello svuotamento periodico dei serbatoi di accumulo per poter continuare a operare.
Nei reattori n° 2 e n° 3, i motori diesel sono situati al piano terra, in un’area adiacente ai locali turbine; i gruppi di generazione elettrica, supportati da accumulatori, alimentano una turbopompa che preleva acqua dal wetwell e reintegra il vapore nello stesso circuito. L’intera centrale era inoltre dotata di serbatoi di nafta sopraelevati situati nell’area esterna, destinati all’alimentazione dei generatori diesel.
Nel reattore n° 1, invece, il sistema passivo impiega uno scambiatore di calore collocato nella parte superiore della struttura, verso cui viene indirizzato il vapore in pressione: lo scambiatore condensa il vapore, e l’acqua risultante ricade per gravità nella camera di soppressione. Sebbene si tratti di un sistema semplice ed efficace, il suo impiego richiede interventi manuali: non essendo regolabile nell’intensità, le procedure operative prevedono un utilizzo intermittente, con alternanza tra apertura e chiusura del circuito per mantenere la temperatura entro i limiti previsti. Inoltre, è necessario svuotare periodicamente i serbatoi affinché il ciclo possa riprendere. Per motivi inizialmente non del tutto chiariti, questo sistema si rivelò meno efficiente del previsto. La causa fu identificata successivamente tramite un’analisi tecnica approfondita, che evidenziò un difetto costruttivo nello scambiatore di calore, risultato difforme rispetto al progetto originario.

### Le vasche di raffreddamento del materiale esaurito
Anche gli elementi di materiale fissile esaurito, una volta rimossi dal reattore, continuano a generare calore residuo e devono pertanto essere conservati per un certo numero di anni in apposite piscine di raffreddamento. Queste vasche sono situate nella parte superiore dell’edificio reattore, in prossimità del contenitore primario. All’interno delle piscine, il combustibile esaurito deve rimanere completamente immerso in acqua, che svolge funzione sia di raffreddamento sia di schermatura dalle radiazioni ionizzanti. Le piscine devono essere costantemente alimentate per compensare l’evaporazione dell’acqua, al fine di evitare un abbassamento del livello che esporrebbe gli elementi al contatto con l’aria. L’esposizione all’aria del combustibile ancora caldo può determinare un aumento incontrollato della temperatura fino al punto di innescare incendi, con conseguente rilascio di vapori radioattivi nell’atmosfera. Al momento dell’incidente, ciascun reattore e la relativa vasca di raffreddamento contenevano un numero variabile di elementi, attivi o esauriti, come riportato nel seguente schema:
| Sito                                    | Unità 1 | Unità 2 | Unità 3 | Unità 4 | Unità 5 | Unità 6 | Deposito centrale |
| --------------------------------------- | ------- | ------- | ------- | ------- | ------- | ------- | ----------------- |
| Elementi presenti nei reattori          | 400     | 548     | 548     | 0       | 548     | 764     | 0                 |
| Elementi esauriti presenti nelle vasche | 292     | 587     | 514     | 1331    | 946     | 876     | 6375              |
| Tipo di materiale                       | UO2     | UO2     | UO2/MOX | UO2     | UO2     | UO2     | UO2               |
| Elementi nuovi ancora da utilizzare     | 100     | 28      | 52      | 204     | 48      | 64      | N/P               |

Come riscontrato dalle analisi relative al reattore 4, la piscina di stoccaggio del combustibile esausto conteneva un numero insolitamente elevato di elementi, pari a quasi la somma complessiva di quelli presenti nelle piscine dei reattori 1, 2 e 3. Va tuttavia precisato che oltre la metà di questi elementi si trovava in fase di decadimento da diversi anni, con un conseguente livello di attività residua significativamente inferiore rispetto a quello del combustibile recentemente rimosso dal reattore.

### Collegamenti alla rete elettrica

Mappa della rete elettrica del Giappone che mostra i sistemi incompatibili tra le regioni. Fukushima si trova nella regione del Tōhoku a 50 Hertz.

La rete elettrica giapponese è strutturata secondo un sistema di concessioni affidate a operatori privati. Il territorio nazionale presenta la particolarità della coesistenza di due sistemi di distribuzione elettrica non interoperabili: uno a 50 Hertz, prevalente nelle regioni settentrionali, e uno a 60 Hertz, diffuso nelle regioni meridionali, entrambi gestiti da fornitori differenti su base geografica.
La centrale nucleare di Fukushima Daiichi era connessa alla rete attraverso quattro linee ad alta tensione: la linea Futaba (双葉線) da 500 kV, due linee Ōkuma (大熊線), ciascuna da 275 kV, e la linea Yonomori (夜の森線) da 66 kV, tutte collegate alla sottostazione di distribuzione denominata Shin-Fukushima (Nuova Fukushima).
La sottostazione Shin-Fukushima era inoltre connessa alla centrale di Fukushima Daini mediante la linea Tomioka (富岡線). Da essa si diramava anche un collegamento verso nord, identificato come linea Iwaki (いわき幹線), di proprietà della compagnia Tohoku Electric Power, e due connessioni verso sud-ovest che conducevano alla sottostazione Shin-Iwaki (新いわき).

## = Protezioni anti-maremoti

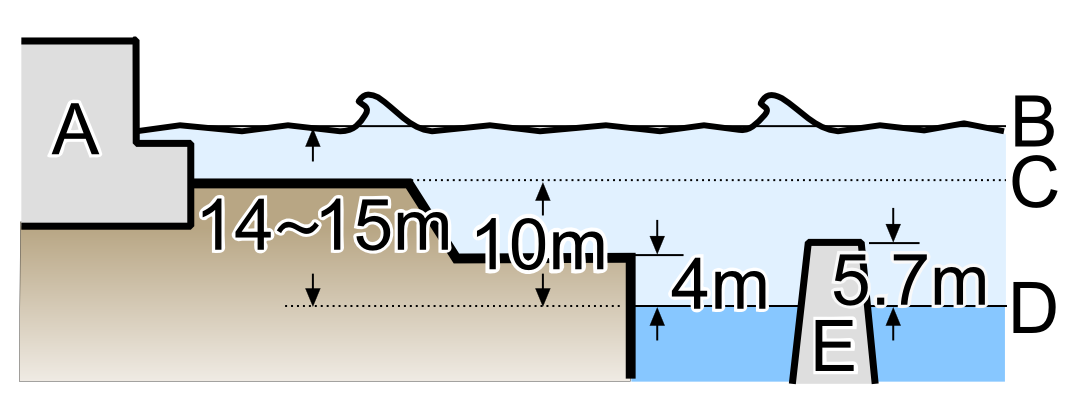
Altezza del maremoto rispetto alle barriere.
A: Edifici della centrale
B: Altezza raggiunta dal maremoto
C: Piano terra degli edifici
D: Livello del mare medio
E: Barriera anti-maremoti

Prima della costruzione della centrale, il sito consisteva in un tratto costiero sopraelevato situato a circa 35 metri sul livello medio del mare. Per consentire l’edificazione dell’impianto, il terreno fu sbancato e ridotto a un’altitudine di circa 10 metri sul livello del mare; alcune aree della centrale risultano parzialmente interrate rispetto a questa quota. La barriera frangiflutti antitsunami progettata aveva un’altezza di 5,7 metri; sommata alla quota del piano di base, questa forniva una protezione teorica contro onde fino a 6,5 metri sopra il livello del mare. Lo tsunami dell’11 marzo 2011 produsse onde con un’altezza stimata tra 13 e 14 metri, valutata attraverso l’analisi delle tracce lasciate dall’acqua sulle strutture della centrale.

## L'incidente
A partire dalle 14:46 dell’11 marzo 2011 si verificarono crisi multiple in quattro unità della centrale, inclusa una situazione critica nella piscina del combustibile esaurito del reattore n° 4. I reattori n° 1, 2 e 3 si spensero automaticamente a seguito della scossa sismica principale, mediante l’attivazione dei sistemi di scram di emergenza; tuttavia, lo tsunami sopraggiunto subito dopo causò danni strutturali estesi che compromisero la capacità dell’impianto di mantenere il raffreddamento del combustibile nucleare.
Condizioni critiche si svilupparono autonomamente nei tre reattori nel corso delle ore e dei giorni successivi, dando luogo a una sequenza complessa di eventi, caratterizzati da dinamiche e tempistiche distinte ma interconnesse. Gli sviluppi possono essere esaminati attraverso cronologie separate per ciascuna unità, oppure ricostruiti mediante una narrazione integrata. In entrambi gli approcci, gli incidenti presentano elementi comuni sia nei fattori scatenanti sia nei meccanismi evolutivi; in più occasioni, eventi verificatisi in un’unità influenzarono direttamente le operazioni in un’altra (ad esempio, l’esplosione presso il reattore n° 3 danneggiò una linea elettrica in fase di installazione presso il reattore n° 2, ostacolando il completamento di una manovra di emergenza critica). Le crisi si svilupparono simultaneamente all’interno dello stesso contesto impiantistico, operativo e infrastrutturale.
In questa sezione vengono riportati i principali eventi, con l’obiettivo di illustrare sia la sequenza cronologica generale sia le evoluzioni indipendenti verificatesi nei singoli reattori della centrale.

### Il terremoto di magnitudo 9.0

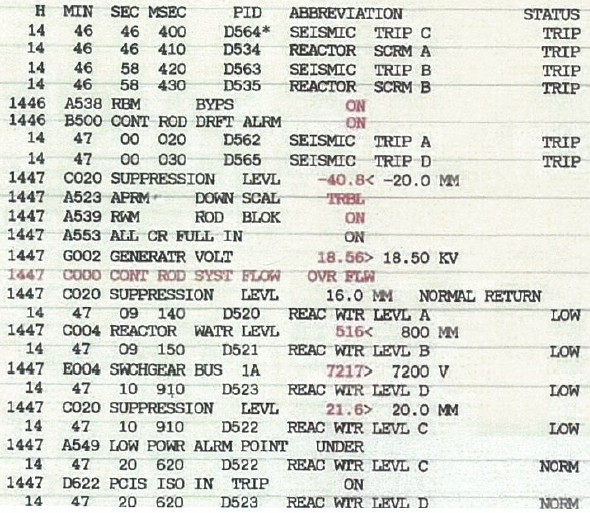
La registrazione del sisma da parte dei sistemi automatici dell'Unità 1. Si osserva l’attivazione dei sensori sismici, seguita dall’avvio delle procedure di arresto con inserzione automatica di tutte le barre di controllo (SCRAM), e ulteriori azioni di sicurezza.

Venerdì 11 marzo 2011, alle ore 14:46 (UTC+9), si verificò una scossa sismica di magnitudo 9.0 con epicentro nell’Oceano Pacifico, alle coordinate 38°32′N 142°37′E, a circa 120 chilometri al largo della Prefettura di Miyagi. L’evento è noto come terremoto del Tōhoku del 2011 (東北地方太平洋沖地震, Tōhoku chihō taiheiyō-oki jishin). La scossa principale ebbe una durata di circa sei minuti e fu percepita sulla terraferma con intensità locali equivalenti a una magnitudo di 8,9. Si tratta del secondo evento sismico più potente mai registrato strumentalmente. Sebbene molto rari, terremoti di tale intensità possono verificarsi lungo le faglie di subduzione oceaniche, e ne sono stati documentati almeno dieci con energia comparabile nel corso dell’ultimo secolo.
In alcune aree delle prefetture di Fukushima e Miyagi, i sismografi rilevarono accelerazioni di picco (PGA) superiori a 2 g. Tuttavia, gli strumenti installati all’interno dei reattori della centrale di Fukushima Daiichi registrarono valori di accelerazione entro i limiti di progetto per tre unità, e solo lievemente superiori per le restanti tre. In particolare, i reattori 2, 3 e 5, progettati per resistere ad accelerazioni rispettivamente di 0,45, 0,45 e 0,46 g, registrarono valori pari a 0,56, 0,52 e 0,56 g. Nelle unità 1, 2 e 4, le oscillazioni rientrarono nei margini di resistenza strutturale previsti.
I limiti di sicurezza stabiliti per l’esercizio dei reattori erano inferiori rispetto alle sollecitazioni strutturali massime tollerabili: i sistemi di allarme collegati ai sismografi erano configurati per attivare l’arresto automatico dei reattori al superamento di soglie pari a 0,10 g per le oscillazioni orizzontali e 0,12 g per quelle verticali. I tre reattori in funzione al momento dell’evento (unità 1, 2 e 3) furono arrestati automaticamente mediante la procedura SCRAM, attivata dai sistemi di sicurezza.
Non è possibile stabilire con certezza se i reattori abbiano subito danni diretti attribuibili alla scossa sismica. Tuttavia, la procedura di arresto automatico fu eseguita correttamente, con l’inserzione completa delle barre di controllo. Eventuali danni strutturali ipotetici non compromisero il funzionamento dei sistemi di arresto d’emergenza e devono pertanto ritenersi privi di rilevanza causale nello sviluppo successivo dell’incidente.

### L'avvio dei reattori d'emergenza di raffredamento
La scossa sismica interruppe le linee ad alta tensione che fornivano energia elettrica alla centrale dalla rete esterna. Il raffreddamento del reattore rimane necessario anche dopo lo spegnimento, per dissipare il calore residuo prodotto dal decadimento radioattivo dei prodotti di fissione. In risposta alla perdita dell’alimentazione esterna, si attivarono automaticamente i generatori diesel-elettrici di emergenza, installati in coppia presso ciascuna unità. Questi alimentarono regolarmente le pompe dei circuiti dei sistemi di raffreddamento di emergenza, che entrarono immediatamente in funzione. Nell’Unità n° 1 si attivò anche il sistema passivo di raffreddamento a condensazione.
I reattori 2 e 3 sono dotati ciascuno di tre distinti sistemi per il raffreddamento di emergenza del nocciolo. Il primo, denominato “sistema di raffreddamento a pressione di vapore” o “sistema di isolamento del nocciolo” (Reactor Core Isolation Cooling System – RCIC), è un impianto azionato meccanicamente tramite una turbina a vapore, alimentata dal vapore prodotto dal reattore stesso. Il sistema utilizza una pompa per iniettare acqua direttamente nel recipiente in pressione, a livello del nocciolo, prelevandola da un serbatoio dedicato o, in alternativa, dalla camera di soppressione. Poiché il funzionamento si basa sulla pressione del vapore, è necessaria una sovrapressione di esercizio, tipicamente non inferiore a circa 10 bar.
Il secondo sistema di raffreddamento, presente esclusivamente nei reattori 2 e 3, è denominato sistema di refrigerazione ad alta pressione (High Pressure Coolant Injection System – HPCI). Si tratta di un impianto di iniezione idrica simile al precedente, ma progettato per fornire una portata significativamente superiore. È composto da ugelli di immissione ad alta pressione, disposti ad anello nella parte superiore del vessel del reattore BWR, appena al di sotto della cupola (in una posizione più elevata rispetto al nocciolo). A differenza del sistema RCIC, il sistema HPCI è concepito anche per compensare eventuali perdite di refrigerante, come quelle derivanti da rotture nelle tubazioni del circuito primario. Questo impianto è azionato da una turbopompa e dispone di generatori a turbina che ricavano energia elettrica dalla pressione del vapore di ritorno; tali generatori possono contribuire alla ricarica delle batterie, ma nelle fasi iniziali il sistema richiede alimentazione elettrica esterna per l’avvio.
Va osservato che il sistema RCIC consente il raffreddamento dell’acqua all’interno del recipiente del reattore (da cui il termine “isolamento del nocciolo”), mentre il sistema HPCI è progettato per fornire raffreddamento diretto al nocciolo.
Il reattore n° 1, di progettazione più datata, è dotato del sistema RCIC ma non del sistema ad alta pressione HPCI. In alternativa, dispone di un sistema passivo di dissipazione del calore per convezione e condensazione (noto anche come sistema di raffreddamento a isolamento, o IC). Tale impianto si basa principalmente su uno scambiatore di calore, costituito da un serbatoio di condensazione di grandi dimensioni. Il reattore è equipaggiato con due sistemi ridondanti di questo tipo, ciascuno con serbatoio e circuito indipendente, situati nella parte superiore dell’edificio reattore. Questo sistema non richiede alimentazione elettrica durante il funzionamento, in quanto sfrutta esclusivamente la convezione termica e la gravità per la circolazione del fluido; tuttavia, l’avvio e l’arresto richiedono l’apertura o la chiusura di valvole azionate elettricamente.
Pochi minuti dopo il sisma, si attivarono anche i sistemi di raffreddamento di emergenza HPCI nei reattori 2 e 3.
Alle 14:52 si attivò automaticamente il circuito di raffreddamento passivo del reattore n° 1.
I reattori sono inoltre dotati di un terzo sistema di raffreddamento di emergenza del nocciolo, denominato sistema di iniezione a bassa pressione. Questo sistema consente l’immissione di acqua prelevata da fonti esterne, alimentata da pompe esterne come autopompe dei vigili del fuoco o da piscine di acqua marina. Tale sistema è previsto come ultima linea di difesa in caso di guasto simultaneo di tutti i sistemi di raffreddamento precedenti.

### Ore 15:03 la disattivazione del sistema di raffreddamento dell'Unità n°1
Alle 15:03 il sistema passivo di raffreddamento del reattore n° 1 fu disattivato manualmente. Entrambi i circuiti erano stati attivati e avevano raffreddato il reattore oltre il necessario. Per evitare un abbassamento della temperatura al di sotto dei limiti di sicurezza, si procedette allo spegnimento del sistema. Tale operazione era prevista dalle procedure operative e faceva parte delle misure standard per mantenere la temperatura del nocciolo entro parametri di sicurezza (la temperatura in quel momento rimaneva comunque nei valori normali).

### Tra le ore 14:50 e ore 15:27: allerta tsunami
Nel frattempo, le autorità avevano diramato un’allerta tsunami per le aree costiere di tutte le prefetture dell’isola di Honshū, inclusa la zona in cui si trova l’impianto Daiichi (circa 200 km dall’epicentro).
Una prima onda di maremoto raggiunse la centrale alle 15:27, causando l’allagamento delle aree circostanti. L’altezza dell’onda era inferiore a quella della barriera di contenimento antitsunami, alta 6,5 metri.

### Ore 15 e mezza: mancato riavvio del sistema di raffreddamento del reattore n° 1
Secondo i rapporti ufficiali, intorno alle 15:30 fu eseguita una manovra per riattivare il sistema passivo di raffreddamento del reattore n° 1, come previsto dai protocolli operativi, poiché la temperatura era tornata a superare la soglia di sicurezza. In tale occasione, risulta che fu avviato solo uno dei due circuiti previsti. Per motivi non ancora chiariti — su cui i rapporti di sintesi della TEPCO risultano parzialmente lacunosi — il sistema non entrò in funzione come previsto. Sembra inoltre che gli operatori non si siano accorti del mancato effettivo avvio del sistema.

### Reattore n° 2: allarme per la piscina del combustibile esaurito

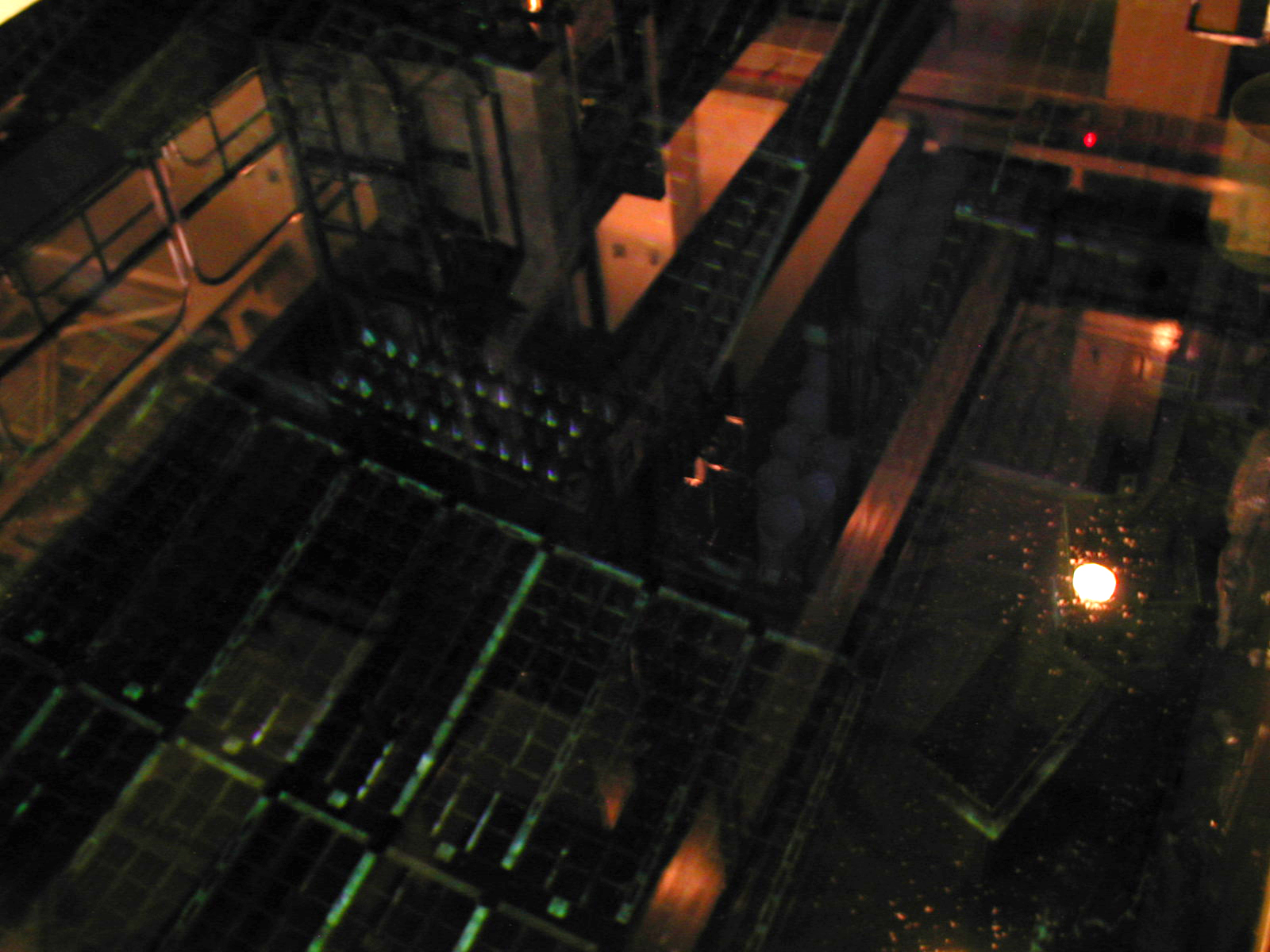
Una delle piscine di raffreddamento del combustibile esaurito a Fukushima nel 1999.

Gli operatori del reattore n° 2 rilevarono una possibile perdita nella piscina di stoccaggio del combustibile nucleare esaurito. Questi elementi, pur non più utilizzabili come combustibile attivo, emettono ancora una significativa quantità di calore residuo per effetto della radioattività; per questo motivo vengono immersi in piscine d’acqua dove devono rimanere per diversi anni. L’acqua, oltre a schermare le radiazioni, consente il raffreddamento continuo ed è periodicamente reintegrata per compensare l’evaporazione. Qualora gli elementi esauriti venissero esposti all’aria, potrebbero surriscaldarsi fino all’autocombustione, con conseguente rilascio di fumi e vapori radioattivi aventi gravi impatti ambientali.
Secondo testimonianze anonime raccolte dal New York Times, nei momenti immediatamente successivi al sisma l’attenzione dei tecnici fu inizialmente rivolta a possibili danni strutturali alle piscine del combustibile esaurito del reattore n° 2. Si temeva che la scossa avesse provocato fratture tali da compromettere l’integrità del bacino e causare perdite significative del liquido di raffreddamento. In questa fase, antecedente allo tsunami e per un periodo successivo, il personale si concentrò su questo aspetto, cercando soluzioni per garantire l’alimentazione elettrica necessaria al pompaggio dell’acqua nella piscina del reattore n° 2, allo scopo di mantenere stabile il livello del liquido.
Tale circostanza ha fatto ipotizzare che gli operatori, almeno nelle prime fasi, non abbiano compreso appieno la potenziale entità del pericolo rappresentato dall’onda di maremoto in arrivo, e che anche successivamente non disponessero per alcune ore di informazioni aggiornate e complete sulle condizioni effettive dei reattori.
La centrale inviò inoltre personale a ispezionare eventuali danni strutturali in alcune aree dell’impianto, con particolare attenzione ai locali delle turbine.

### 15:37: impatto dell'onda principale

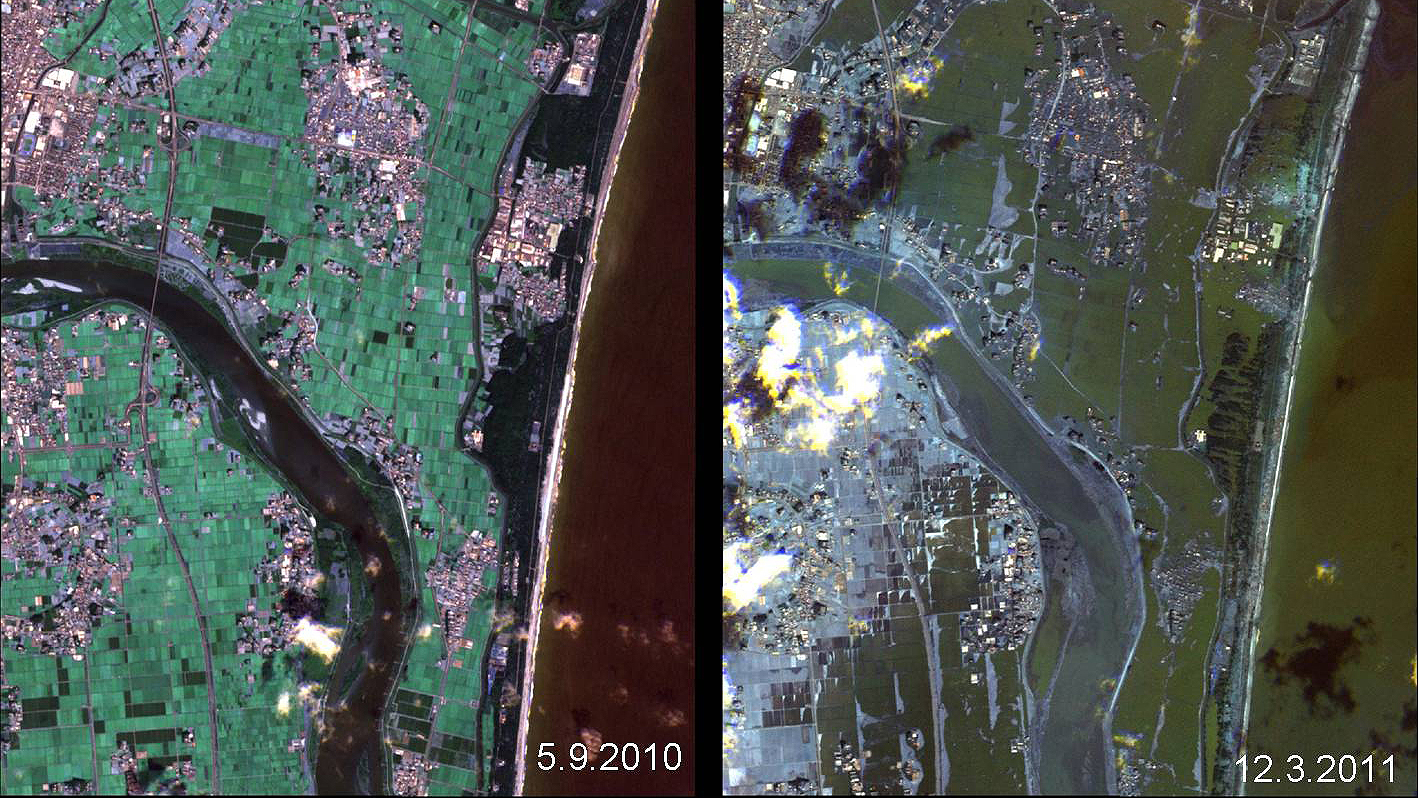
Immagine satellitare della costa nella prefettura di Fukushima. La foto a destra, del 12 marzo 2011, mostra l’allagamento del territorio

I sistemi di raffreddamento di emergenza, alimentati dai gruppi diesel-elettrici dedicati, operarono regolarmente per circa 50 minuti, cioè fino a pochi minuti dopo l’impatto del fronte d’onda maggiore, che raggiunse il molo foraneo alle 15:37 circa. Gli strumenti del sistema di monitoraggio maremoti rilevarono un fronte d’onda in arrivo con un’altezza di 7,3 metri sopra il livello di marea.
In prossimità della costa, il fronte d’onda si innalzò ulteriormente fino a un’altezza stimata di circa 13-14 metri.
La centrale era protetta da un argine alto 5,7 metri che, sommato alla quota della piattaforma, raggiungeva un’altezza complessiva di 6,5 metri sopra il livello di marea. La centrale è costruita su un terrapieno complessivamente alto meno di 10 metri sul livello del mare. I locali turbine e generatori risultano parzialmente interrati rispetto a tale quota.
A causa dell’altezza insufficiente, le barriere risultarono inefficaci. L’impatto dell’onda maggiore sulla centrale ebbe effetti devastanti. Le immagini satellitari scattate immediatamente dopo il maremoto evidenziano l’assenza degli impianti esterni di pompaggio carburante per l’alimentazione dei gruppi diesel e la distruzione dei grandi serbatoi di nafta a torre, spazzati via dall’onda.
I locali turbine, situati al piano terra e adiacenti agli edifici principali dei reattori, furono completamente allagati. L’acqua dell’oceano si riversò attraverso gli accessi e le scale direttamente nei locali dei gruppi di alimentazione diesel, anch’essi collocati nel basamento degli edifici (con l’eccezione dell’edificio del reattore n° 6). Due operatori, Kazuhiko Kokubo e Yoshiki Terashima, rispettivamente di 24 e 21 anni, presenti nei locali turbine per ispezionare le condotte alla ricerca di eventuali danni, persero la vita durante l’allagamento.
I gruppi diesel-elettrici di alimentazione dei reattori 2, 3 e 5 furono sommersi dall’acqua, con conseguente spegnimento progressivo dei generatori. I due gruppi del reattore n. 2 si spensero alle 15:38 e 15:42 circa. Ogni reattore disponeva di due gruppi diesel-elettrici nel basamento (ad eccezione dell’unità n. 6, dove sono collocati a un piano superiore); in totale, 12 dei 13 gruppi di alimentazione attivi in quel momento si bloccarono.

### 15:40: black-out delle unità n° 1, 2 e 3
L’onda di maremoto allagò e mise fuori uso i principali quadri elettrici, causando l’interruzione dell’intero impianto elettrico a corrente alternata delle unità n° 1, 2 e 3. Inoltre, sommerse e disabilitò le batterie di riserva a corrente continua da 125 volt delle unità n° 1 e 2; tali reattori rimasero quindi privi di strumentazione nelle sale controllo e negli impianti, nonché senza illuminazione. Restava attiva la batteria di riserva dell’unità n. 3, con una durata prevista di circa 30 ore.

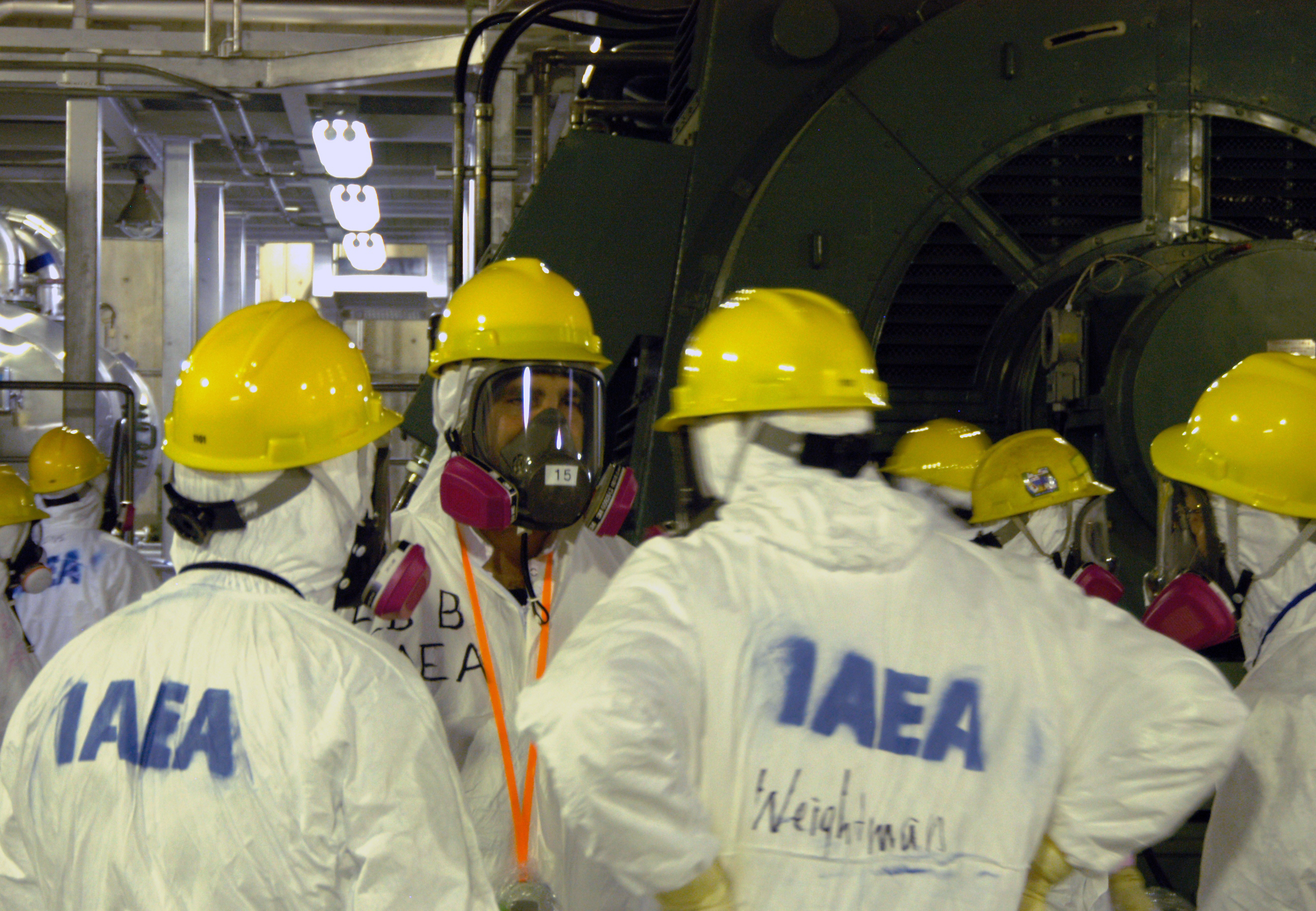
Ispettori AIEA in visita a uno dei generatori dell’unità n. 6, l’unico rimasto attivo dopo il maremoto (maggio 2011)

I sistemi dell’unità n° 5 potevano essere alimentati dai gruppi diesel ancora funzionanti dell’unità n° 6, in quanto i due edifici erano adiacenti. Le unità n° 1, 2 e 3, tuttavia, distavano diverse centinaia di metri e restarono isolate. La linea di collegamento ad alta tensione era stata interrotta dal maremoto e la rete elettrica risultava fuori servizio e non più connessa alla centrale.
Alle 15:40 la TEPCO dichiarò una "Situazione di Emergenza Nucleare" per le unità n° 1 e 2 (notificata alle autorità di controllo alle 15:45), in base all’articolo 15 della legge denominata ‘Nuclear Act’’, poiché “non era confermata l’attività dei sistemi di raffreddamento”.
Nel corso delle ore successive, la TEPCO continuò a trasmettere comunicazioni tempestive, come previsto dai protocolli specifici, alle autorità locali e nazionali, man mano che si manifestavano problematiche nelle diverse unità. La TEPCO informò il governo giapponese che alcuni reattori erano rimasti completamente privi di alimentazione elettrica, situazione non prevista in nessuno scenario di emergenza.

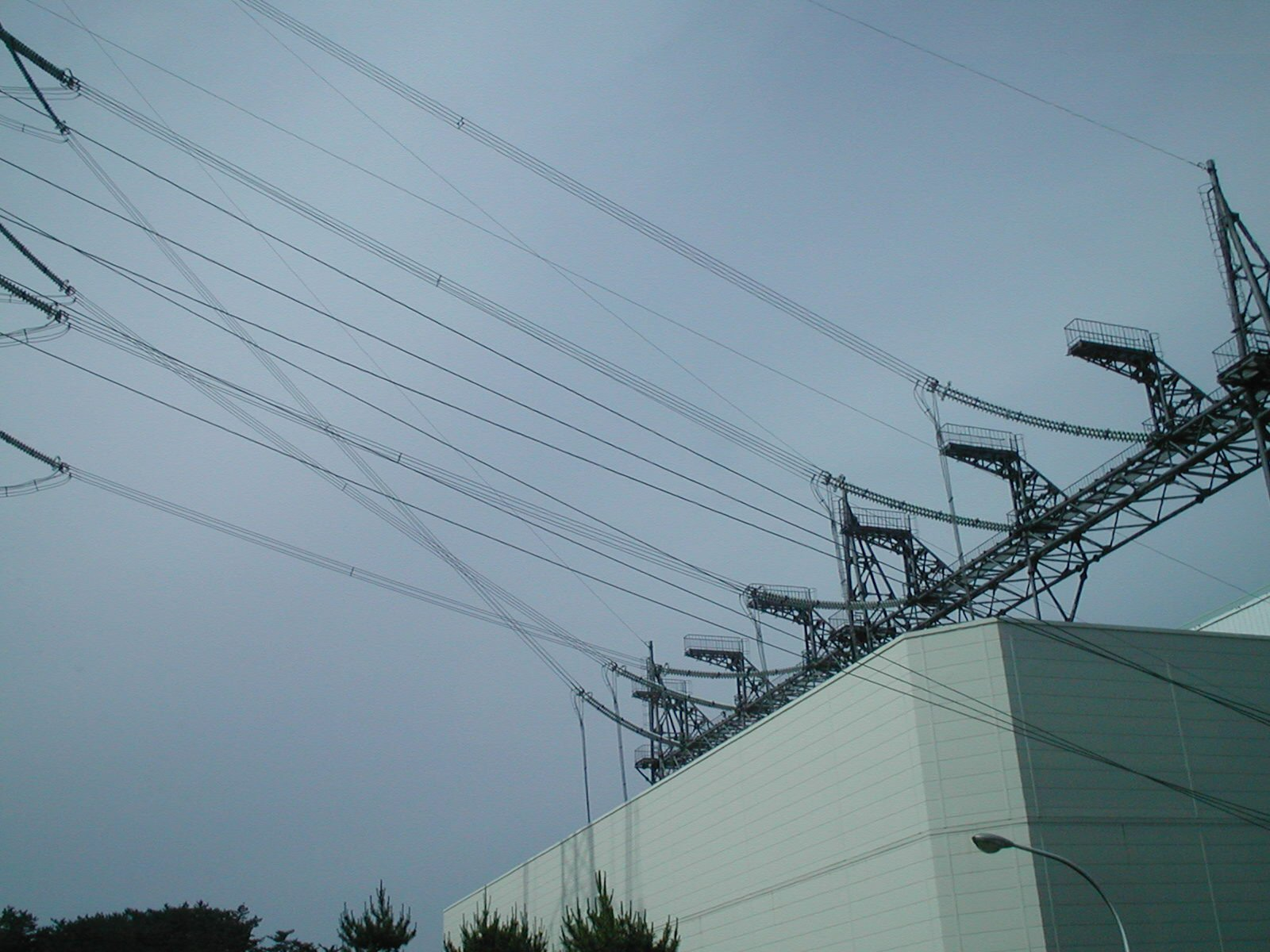
Allaccio della linea Futaba (da 500 kV) sull'edificio trasformatori situato presso i reattori 5 e 6, come appariva nel 1999. I reattori 1, 2 e 3 non sono collegati direttamente a questa linea di trasmissione.

Alle ore 15:45 circa si verificò un black-out totale nei reattori n. 1, 2 e 3, causato dal simultaneo isolamento dalla rete elettrica esterna e dal mancato funzionamento di tutti i generatori di emergenza. Di conseguenza, tutti i sistemi di raffreddamento attivi presenti nei tre reattori cessarono di funzionare, compresi i sistemi di rimozione del calore residuo a turbopompa dei reattori 2 e 3.
Nel Reattore n. 3 era ancora disponibile una batteria di emergenza funzionante, che consentì la temporanea riattivazione di alcuni sistemi di controllo e di pompe di raffreddamento a servizio del Reattore n. 2.
Il sistema passivo di raffreddamento per convezione e condensazione del Reattore n. 1 era stato disattivato alle 15:03, come previsto dalle procedure operative standard. Tuttavia, un successivo tentativo di riattivazione effettuato alle 15:30 non ebbe esito positivo.
Successive verifiche accertarono che anche le batterie di emergenza del Reattore n. 1 erano state compromesse dal maremoto e non erano operative. Inoltre, non fu possibile riattivare tempestivamente il sistema passivo di rimozione del calore, che pur non richiedendo alimentazione elettrica durante il funzionamento, necessita di energia per l’azionamento delle valvole di attivazione e disattivazione. Secondo i rapporti ufficiali, il sistema fu successivamente riavviato, ma solo dopo oltre due ore di inattività. A quel punto, tuttavia, il sistema risultava inefficace e, con ogni probabilità, non stava operando regolarmente. Il malfunzionamento del sistema di raffreddamento non era immediatamente rilevabile dal personale in sala controllo e fu oggetto di indagine approfondita da parte delle autorità competenti.
Anche la sala di controllo della centrale era rimasta priva di alimentazione, impedendo agli operatori di azionare i comandi dal pannello di controllo e di monitorare in tempo reale la temperatura e le condizioni operative dei reattori.

### Instabilità del Reattore n° 1 tra le ore 16 e le 17 circa

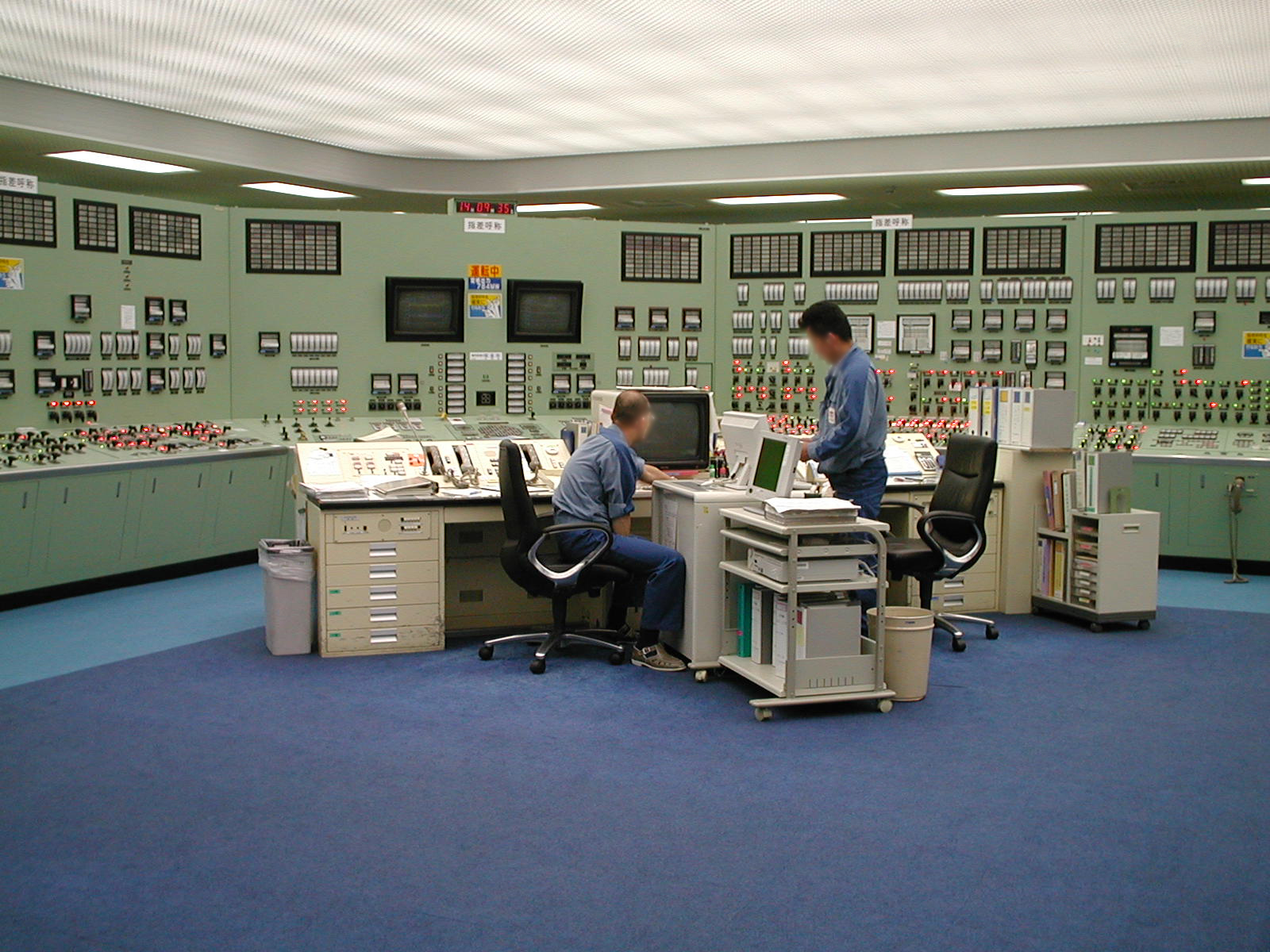
Una delle sale controllo di Fukushima Daiichi come appariva nel 1999

Per un certo periodo dopo lo tsunami continuarono a verificarsi intense scosse di assestamento; le squadre di operatori non potevano uscire dai locali protetti né accedere ai piani inferiori, completamente allagati. Diverse apparecchiature, tra cui pannelli di controllo e interruttori, risultavano danneggiate a causa del sisma; nei locali interni vi erano detriti e arredi instabili. Nonostante ciò, si rendeva necessario ispezionare le aree dell’impianto per valutare la possibilità di ripristinare i collegamenti elettrici. Le squadre iniziarono ad uscire per eseguire sopralluoghi e avviare i primi interventi di ripristino intorno alle ore 16.
Oltre alle sale di controllo collocate presso i reattori, l’impianto disponeva di una sala di coordinamento situata in un edificio antisismico, a qualche centinaio di metri di distanza, dove si era insediata una riunione direttiva permanente.
L’allarme di Situazione di Emergenza Nucleare per il Reattore n. 1 venne temporaneamente revocato dopo che i tecnici riuscirono a riattivare parzialmente alcuni strumenti di misura del livello dell’acqua del reattore. Gli indicatori di pressione e di livello della sala controllo ripresero a funzionare — presumibilmente grazie all’alimentazione in corrente alternata fornita da generatori mobili — alle ore 16:42; il monitor principale segnalava un livello dell'acqua di 2530 mm sopra il nocciolo, ovvero 90 centimetri al di sotto del livello normale. Il dato fu trasmesso alla sala di coordinamento. Di conseguenza, alle ore 16:45, fu annullata la dichiarazione di emergenza ai sensi dell’articolo 15 del Nuclear Act precedentemente emessa.
Alle ore 16:56, una nuova lettura indicava che il livello dell’acqua era sceso a –150 mm, ovvero 1930 mm sopra il nocciolo. Nella sala di coordinamento venne stimata una velocità di abbassamento del livello pari a 2,6 metri/ora, e si calcolò il tempo restante prima che il nocciolo risultasse scoperto.
La TEPCO informò l’autorità di regolamentazione (NISA) che il nocciolo del reattore sarebbe stato esposto entro un’ora. Tale previsione, di natura critica, era riportata come una singola nota all’interno di un fax composto da numerose pagine contenenti un’elevata quantità di dati, e sembra che in quel momento sia passata in gran parte inosservata. L'informazione non fu comunicata al pubblico durante le conferenze stampa, e in serata il portavoce dell’ente di controllo adottava ancora una comunicazione rassicurante, dichiarando che non sussistevano rischi per i reattori e che il sistema di raffreddamento dell’Unità n. 1 risultava operativo.
Alle 17:07, gli indicatori di livello in sala controllo cessarono nuovamente di funzionare, rendendo impossibile conoscere il livello dell’acqua. Alle 17:12, la centrale dichiarò nuovamente lo stato di emergenza nucleare per l’Unità n. 1, ai sensi dell’articolo 15, in quanto non era più possibile verificare l’effettivo funzionamento del sistema di raffreddamento.

### Inattività del sistema di raffreddamento del Reattore n° 1
Non risultano del tutto chiare le ragioni per cui non fu possibile intervenire tempestivamente per ripristinare il sistema di raffreddamento passivo del reattore n° 1, né perché tale sistema non abbia operato con l’efficacia prevista. Tra le cause della sua inefficacia sono state successivamente individuate alcune problematiche intrinseche al sistema stesso, associate a una carente preparazione del personale, al quale non era stata fornita un’adeguata conoscenza delle caratteristiche dell’impianto.
Un chiaro segnale dell’inattività del sistema si manifestò alle 16:44, quando la sala controllo fu informata da operatori esterni che i bocchettoni degli scambiatori di calore (noti come “naso di maiale”) emettevano una quantità di vapore definita “scarsa”. Da questa osservazione visiva sarebbe stato possibile dedurre che il sistema non era attivo; tuttavia, gli operatori non conoscevano a fondo l’impianto, non l’avevano mai visto funzionare, né erano stati addestrati a riconoscerne il corretto funzionamento. Inoltre, risulta che, in quarant’anni di esercizio, il sistema non fosse mai stato attivato per i test periodici previsti, almeno in teoria, dalle normative.
Le comunicazioni inviate da TEPCO via fax alle 20:30 riportavano il sistema di condensazione come ancora regolarmente “funzionante”. È stato però successivamente accertato che, in realtà, il sistema non risultava efficiente da molte ore prima e rimase sostanzialmente inattivo a partire dalle 15:00 circa.
Dai documenti risulta inoltre che gli operatori, in seguito al calo del livello del refrigerante, compresero che il sistema a scambio di calore (IC) non stava funzionando, dopo una parziale riattivazione del quadro strumenti di lettura, nel quale le spie luminose indicavano che le valvole del circuito erano chiuse. Gli operatori tentarono di riaprire le valvole esterne mediante i comandi dalla sala controllo, partendo dall’ipotesi che le valvole interne al contenitore fossero aperte, pur essendo consapevoli che lo stato di queste ultime era incerto.
L’agenzia di controllo (NISA), in una conferenza stampa tenuta alle ore 21:50, comunicò che il sistema di raffreddamento risultava operativo e che i valori di temperatura e pressione all’interno del reattore si mantenevano entro i limiti di sicurezza. Tuttavia, successivi accertamenti hanno evidenziato che, già intorno alle 21:00, la fusione del nocciolo era in atto e considerata ormai irreversibile.
È stato ipotizzato un probabile malfunzionamento del sistema di raffreddamento passivo a scambio di calore (IC), attribuito a cause tecniche. Questo sistema era stato progettato per garantire, in assenza di alimentazione elettrica, un'autonomia di raffreddamento per il Reattore n° 1 compresa tra 8 e 10 ore, prima che si rendesse necessario un reintegro dell’acqua nei serbatoi di raccolta del condensato, mantenuti a pressione inferiore rispetto a quella atmosferica. Per motivi non completamente chiariti, il sistema non raggiunse l’efficienza prevista e non si riattivò dopo la disattivazione manuale avvenuta alle ore 15:03.
Tra le ipotesi avanzate sui fattori che possono aver compromesso l’efficienza del sistema vi è quella secondo cui gli operatori avessero a disposizione documentazione tecnica e manualistica contenente informazioni inesatte sul funzionamento dell’impianto.
Il circuito del sistema di raffreddamento passivo (denominato “isolation cooling” – IC) è dotato di un insieme di valvole che operano come dispositivi logici, alcune delle quali si chiudono automaticamente al verificarsi di condizioni prestabilite. In particolare, il circuito comprende coppie di valvole di ingresso e uscita, dislocate sia all’esterno del reattore sia all’interno del contenitore a pressione secondario. Il vapore, nel suo percorso sia in ingresso sia in uscita dal reattore, attraversa almeno due valvole, una delle quali è situata all’interno del recipiente del reattore stesso, risultando così non accessibile manualmente dagli operatori.
Le valvole richiedono alimentazione elettrica sia per essere aperte sia per essere chiuse. Le valvole esterne al recipiente sono alimentate in corrente continua, mentre quelle interne al contenitore sono collegate a circuiti in corrente alternata, scelta progettuale che conferisce maggiore resistenza termica ai componenti elettrici associati.
Per motivi di sicurezza, le valvole si chiudono automaticamente in caso di caduta della tensione elettrica. Inoltre, altre condizioni possono causare la chiusura automatica, come la rilevazione, da parte dei sensori, di un abbassamento del livello dell’acqua, in quanto il sistema passivo a condensazione comporta un’estrazione progressiva del fluido dal circuito del reattore.
Un isolamento prolungato del sistema o delle sue valvole può compromettere il funzionamento dello scambiatore di calore, a causa dell'accumulo al suo interno di gas non condensabili. Tuttavia, il fattore critico rilevato è che il personale operativo non era adeguatamente informato sul sistema: non conosceva la configurazione dell’impianto, ignorava la presenza e la posizione delle valvole, così come la diversa alimentazione elettrica richiesta per il loro funzionamento. Alcune di queste informazioni non erano riportate nella documentazione tecnica a disposizione. Inoltre, gli operatori non avevano la possibilità di accedere né di verificare direttamente lo stato delle valvole situate all’interno del recipiente del reattore. I progettisti, infine, non avevano previsto scenari in cui il sistema alimentato a corrente alternata risultasse danneggiato o indisponibile per un periodo prolungato.
In merito allo sviluppo e alla costruzione del sistema di raffreddamento a scambio di calore dell’Unità n° 1, la commissione di inchiesta rilevò la presenza di irregolarità. Nei progetti depositati dalla TEPCO presso l’autorità di regolazione NISA nel 1967 sono emerse difformità rispetto alla documentazione tecnica in possesso dell’azienda operatrice, documentazione che presumibilmente riflette la configurazione dell’impianto effettivamente realizzato. Ciò indica che la TEPCO avrebbe apportato modifiche sostanziali al progetto senza darne comunicazione all’autorità di controllo. Tale discrepanza rappresenta una delle numerose criticità emerse nel corso delle indagini.
Tra le ipotesi avanzate per spiegare il malfunzionamento del sistema di raffreddamento passivo, le indagini si sono concentrate in particolare sulle valvole situate all’interno del recipiente del reattore, che potrebbero essere rimaste chiuse a seguito del black-out elettrico. Va considerato che queste valvole richiedono circa trenta secondi per completare la chiusura automatica, ma l’interruzione dell’alimentazione nell’Unità n° 1 si sarebbe verificata con una rapidità tale da non consentire il completamento della procedura. Si ritiene pertanto verosimile che le valvole siano rimaste in posizione parzialmente aperta. Lo stato operativo dell’intero sistema di raffreddamento a condensazione risultava critico, con alcune valvole potenzialmente bloccate in posizione intermedia, il cui stato era ignoto, non manovrabili in assenza di alimentazione elettrica, e non alimentabili mediante batterie. Inoltre, le specifiche di funzionamento delle valvole non erano note al personale operativo, né tali valvole erano accessibili per ispezione, data la loro collocazione interna al recipiente del reattore. Il personale, infine, non possedeva una conoscenza sufficiente delle caratteristiche tecniche del sistema. L’insieme di queste circostanze avrebbe reso il sistema di raffreddamento passivo sostanzialmente inoperabile.

### 17:07-19:30: crisi irreversibile del Reattore n° 1
Intorno alle ore 18:00 si manifestò in modo conclamato una situazione critica presso il Reattore n° 1, caratterizzata da una pressione interna oltre i limiti di sicurezza e da un progressivo abbassamento del livello del refrigerante.
Secondo i rapporti ufficiali, alle 18:18 fu tentata la riattivazione del sistema di raffreddamento del reattore, ma le manovre eseguite risultarono inefficaci. Gli operatori non disponevano di dati in tempo reale sul livello dell’acqua all’interno del reattore, né di informazioni attendibili sullo stato operativo delle valvole interne del sistema IC (Isolation Cooling).
A questo punto, il personale valutò le opzioni previste dal protocollo di emergenza per l’immissione di acqua nel reattore tramite fonti esterne. L’impianto contemplava due modalità: la prima, considerata preferibile, prevedeva l’utilizzo dei sistemi interni dell’impianto, in grado di pompare acqua da una sorgente esterna nel contenitore ermetico del reattore tramite getti ad alta pressione. Tali sistemi permettevano l’immissione di refrigerante anche in presenza di pressioni interne elevate. Erano predisposti a tale scopo due sottosistemi: lo “Standby Liquid Control” (SLC) e il “Control Rod Drive” (CRD), collocati in punti distinti del recipiente. Tuttavia, questa opzione non risultava praticabile, in quanto l’assenza dell’alimentazione elettrica di rete impediva l’attivazione delle pompe necessarie.
La seconda opzione prevedeva l’impiego di pompe alimentate da generatori diesel o, in alternativa, di autopompe antincendio. Questi sistemi, però, operano a pressioni inferiori e richiedono la preventiva depressurizzazione del reattore: la pressione massima contro cui possono operare è di circa 800 kPa. Al momento, tuttavia, la pressione interna misurata nel recipiente era di circa 7000 kPa (pari a 70 bar), un valore nettamente superiore, che rendeva inattuabile anche questa seconda modalità di raffreddamento.
Il livello del refrigerante continuò a diminuire rapidamente. Le ricostruzioni effettuate successivamente hanno rilevato che, già intorno alle 18:00, la parte superiore del nocciolo risultava esposta, mentre alle 19:30 il combustibile era completamente scoperto. In seguito a questa esposizione, le guaine in lega di Zircaloy iniziarono a fessurarsi, determinando l’innesco del processo irreversibile di fusione del combustibile nucleare.
Nelle ore successive, la temperatura del nocciolo aumentò progressivamente fino a raggiungere i 2800 °C intorno alle ore 21, determinando l’inizio della fusione dell’unità calorifera, che ebbe origine dagli elementi centrali del nocciolo.
Alle 19:03, il governo nazionale dichiarò lo stato di emergenza nucleare, attivando un’Unità di Crisi Nucleare presso un quartier generale nazionale (Emergency Response Headquarters) e una corrispondente Unità di Crisi a livello regionale presso la Prefettura.

### 19:30–21:00: parametri del Reattore n° 1 fuori controllo
Alle 20:50, l’Unità di Crisi presso la Prefettura di Fukushima ordinò l’evacuazione di tutti i residenti nel raggio di 2 chilometri dall’Unità n° 1 della centrale di Fukushima Dai-ichi. La popolazione coinvolta in quest’area era pari a 1.864 persone.
Alle ore 21, TEPCO comunicò che la pressione del vapore all’interno dell’Unità n° 1 aveva raggiunto un valore pari al doppio di quello considerato normale, predisponendo di fatto l’opinione pubblica alla possibilità di un successivo rilascio controllato di vapore radioattivo in atmosfera. I valori di pressione aumentarono rapidamente fino a un picco registrato intorno alle ore 21. Sebbene non sia disponibile una tempistica completa del processo di fusione del nocciolo, si ritiene che a quell’ora il fenomeno fosse ormai irreversibile. L’andamento grafico della pressione mostra un picco di breve durata seguito da un repentino crollo poco dopo le 21, circostanza che potrebbe indicare la perforazione del recipiente a pressione da parte del materiale fuso o, in alternativa, un cambiamento significativo nell’assetto del nocciolo.
Alle 21:23, su ordine del governo nazionale, l’area di evacuazione fu estesa a un raggio di 3 km dall’Unità n° 1, e ai residenti entro un raggio di 10 chilometri fu ordinato di rifugiarsi in ambienti chiusi.
La pressione si era abbassata a sufficienza da rendere possibile l'utilizzo di pompe esterne. Nella notte fu ordinata l'immissione di acqua nel reattore mediante autopompe dei vigili del fuoco. Furono operazioni poco efficaci e probabilmente tardive. Si ritiene che nel periodo compreso tra le 19.30 e le 21 il nocciolo abbia raggiunto una temperatura tale da renderne probabilmente impossibile il raffreddamento mediante l’uso di sola acqua, a causa delle proprietà dello zirconio, costituente le tubazioni in Zircaloy all’interno della unità calorifera, che a tali temperature diventa chimicamente reattivo, e dell’acqua, che ad alte temperature diventa fortemente ossidante dando luogo a una reazione esotermica.

### 12 marzo, ore 15:36 – Esplosione nell’edificio del Reattore n° 1
Nelle prime ore del 12 marzo iniziarono le operazioni di raffreddamento del Reattore n° 1 mediante l’utilizzo di acqua proveniente da fonti esterne. Alle ore 05:38 risultava attivo il pompaggio di acqua dolce nel reattore, effettuato tramite le autopompe dei vigili del fuoco attraverso appositi bocchettoni esterni.
Alle 05:44, il governo ordinò l’evacuazione obbligatoria di tutti i residenti nel raggio di 10 km dall’Unità n° 1.
Nel corso delle operazioni, gli operatori si trovarono di fronte alla necessità di ridurre la pressione all’interno del reattore, ora principalmente generata da un significativo accumulo di idrogeno. L’attenzione si concentrò sul problema di come espellere in sicurezza il gas, evitando che si disperdesse all’interno dell’edificio, dove avrebbe potuto formare miscele esplosive. L’obiettivo era favorire il rilascio controllato dell’idrogeno in atmosfera, ma i tentativi di ventilazione sicura non riuscirono completamente. Nonostante le precauzioni, si verificarono perdite durante le operazioni, e il gas si accumulò nella parte superiore dell’edificio, sotto la copertura.
Alle ore 15:36 del 12 marzo si verificò una violenta esplosione che distrusse la parte alta della struttura di contenimento esterna dell’Unità n° 1.
L’esplosione aggravò sensibilmente la situazione operativa, rendendo più complesse le attività successive. Sei membri delle Forze di Autodifesa giapponesi, presenti all’interno o in prossimità dell’edificio, rimasero feriti. Anche alcuni operatori della centrale furono colpiti da detriti. Due vigili del fuoco riportarono lesioni poco dopo l’evento, entrando accidentalmente nella sala turbine, ancora allagata, senza indossare stivali schermati; immersero i piedi in acqua contaminata e subirono ustioni da radiazione agli arti inferiori.
Immediatamente dopo l’esplosione fu registrato un aumento significativo del livello di radiazioni all’interno dell’edificio. Parte del personale fu evacuata e gli operatori rimasti furono costretti a indossare tute protettive integrali e maschere filtranti. Le condizioni operative divennero estremamente critiche.
Alle ore 20:05, facendo riferimento al paragrafo 3 dell’articolo 64 del Nuclear Regulation Act, il governo ordinò l’iniezione di acqua di mare nel Reattore n° 1. Alle 20:20, TEPCO comunicò che gli operatori avevano avviato l’immissione di acqua marina nel circuito di raffreddamento del reattore. Sebbene l’utilizzo di acqua di mare non rappresentasse una soluzione ottimale, a causa della sua natura corrosiva per le strutture interne, tale scelta si rese necessaria in quanto le scorte di acqua dolce erano ormai insufficienti.

### Crisi dei Reattori n.2 e n.3
Una sequenza di eventi con esito finale analogo si verificò anche nei Reattori n° 2 e n° 3, in cui si manifestò una situazione critica dello stesso tipo. Le dinamiche dell’incidente si differenziano nei vari reattori principalmente per la tempistica e per alcune varianti tecniche, legate alle differenze nei rispettivi sistemi di raffreddamento. La fusione del nocciolo del Reattore n° 1 si verificò circa sei ore dopo il maremoto; si ritiene che questo sia stato, nell’immediato, il reattore rimasto più a lungo privo di sistemi di raffreddamento operativi. Per quanto riguarda il Reattore n° 3, la fase critica ebbe inizio con circa 24 ore di ritardo rispetto al Reattore n° 1, e la fusione del nocciolo (“meltdown”) si sarebbe verificata circa 36 ore dopo il sisma. Nel Reattore n° 2, invece, la fusione avvenne dopo circa 70 ore dall’evento iniziale.
La crisi nei Reattori n° 2 e 3 si aggravò a seguito dell’esaurimento delle batterie che alimentavano le pompe ausiliarie. Il sistema di raffreddamento d’emergenza ad alta pressione era stato progettato per operare solo per un intervallo di tempo limitato. Tuttavia, nelle Unità n° 2 e 3, tali sistemi rimasero attivi per molte ore, in quanto non fu possibile ristabilire l’alimentazione elettrica di rete né attivare in tempi utili gli altri sistemi di raffreddamento.
Alle ore 16:36 del 12 marzo, TEPCO dichiarò lo stato di emergenza nucleare ai sensi dell’Articolo 15 (“raffreddamento non confermato”) anche per l’Unità n° 2, poiché la strumentazione della sala di controllo risultava non più operativa e non era disponibile alcun dato sullo stato interno del reattore.

### 13 marzo: blocco del sistema di raffreddamento del Reattore n° 3
Nel Reattore n° 3, la direzione in sala controllo decise inizialmente di attivare il sistema di raffreddamento a isolamento del nocciolo (RCIC), che riuscì a mantenere stabile il livello del refrigerante per un tempo prolungato. Quando tale livello iniziò a diminuire, fu avviato il sistema di raffreddamento ad alta pressione (HPCI). Tuttavia, nella notte tra il 12 e il 13 marzo, per cause non del tutto chiarite, il sistema HPCI cessò di funzionare efficacemente. I dati tecnici disponibili risultano frammentari, poiché molti strumenti di monitoraggio erano fuori uso a causa della mancanza di alimentazione elettrica. Si ipotizza che l’arresto del sistema possa essere stato causato dall’esaurimento delle batterie a corrente continua, oppure da un calo della pressione del reattore al di sotto della soglia minima necessaria al funzionamento autosostenuto del sistema. Gli operatori non furono in grado di riattivarlo, né di ripristinare il sistema RCIC come alternativa. Si decise quindi di ricorrere all’iniezione d’acqua nel reattore mediante pompe esterne, utilizzando dapprima acqua dolce proveniente dalle riserve dei vigili del fuoco, addizionata con acido borico, e successivamente acqua di mare.
Alle ore 05:38 del 13 marzo, gli operatori dell’Unità n° 3 non disponevano più di alcuna fonte di alimentazione elettrica per iniettare acqua nel reattore, e potevano fare affidamento solo su pompe esterne. Operarono in condizioni estremamente difficili, in assenza di illuminazione, cercando sia di ripristinare i collegamenti elettrici sia di ridurre la pressione di vapore in eccesso nel reattore, attraverso l’apertura di valvole di sfogo per consentire la fuoriuscita del vapore. Tuttavia, nelle prime ore del mattino, il livello del refrigerante risultava essere sceso al punto da lasciare scoperte le barre del combustibile per circa tre metri.
Intorno alle ore 07:00, l’agenzia di controllo NISA dichiarò in conferenza stampa che il sistema di raffreddamento del Reattore n° 1 non era più operativo. Furono intrapresi sforzi considerevoli per fornire refrigerante al Reattore n° 3 con qualsiasi mezzo disponibile, nel tentativo di scongiurare la fusione del nocciolo.
Alle 07:30, TEPCO comunicò che si stava preparando a un rilascio controllato di vapore per ridurre la pressione nel contenitore del reattore, al fine di evitare un danneggiamento strutturale. Noriyuki Shikata, direttore dell’ufficio comunicazione del primo ministro, dichiarò che si sarebbe trattato di un rilascio minimo e di breve durata. Le valvole di sfogo furono aperte manualmente alle ore 08:40 e nuovamente alle 09:20.
Alle ore 09:25, ebbe inizio l’immissione nel reattore di acqua contenente acido borico utilizzando le pompe dei vigili del fuoco.
Nonostante gli sforzi, il livello dell’acqua nell’Unità n° 3 continuava a diminuire e la pressione interna continuava ad aumentare. Una volta esaurita l’acqua contenente acido borico, alle 11:55 fu avviata l’iniezione di acqua dolce tramite le autopompe dei vigili del fuoco. Alle ore 13:12, si passò all’utilizzo di acqua di mare.

### Incertezza sullo stato del Reattore n° 3

Grafico con le misure di pressione (espresse in kPa) all'interno dei contenitori dei reattori n° 1, 2 e 3, che mostra le variazioni nel corso del tempo tra i giorni 12 e 15 marzo. Si nota l’instabilità dei valori dell’Unità n° 3.

Nel corso della giornata del 13 marzo, l’attenzione degli operatori della centrale – così come quella delle autorità e dei media internazionali – si concentrò sull’Unità n° 3, poiché era ormai evidente che il Reattore n° 1 non era più recuperabile. Intorno alle ore 12:30, TEPCO dichiarò in conferenza stampa di non essere in grado di riattivare il sistema di raffreddamento ad alta pressione del Reattore n° 3.
La giornata fu caratterizzata da persistente incertezza sulle condizioni effettive dell’Unità n° 3, per la quale i tecnici non disponevano di informazioni affidabili.
Nel pomeriggio furono effettuate alcune misurazioni manuali tramite l’introduzione di una sonda di livello all’interno del recipiente del reattore. Alle ore 15:00 fu rilevato che, nonostante l’immissione continua di acqua nel sistema, il livello del refrigerante non era aumentato rispetto alle misure effettuate nella mattinata. Contestualmente, si osservava un incremento delle emissioni radioattive.
Nonostante l’iniezione di diverse centinaia di tonnellate di acqua, le letture indicavano solo un aumento molto modesto del livello del refrigerante, che risultava ancora inferiore di circa due metri rispetto al bordo superiore del nocciolo. Furono sollevati dubbi sull’affidabilità delle misurazioni, e venne ipotizzato un possibile malfunzionamento della sonda, potenzialmente causato dalle elevate temperature, che avrebbero potuto indurre l’evaporazione dell’acqua all’interno del dispositivo, falsando le rilevazioni.
In effetti, la misura di livello contrastava in apparenza con il dato della pressione, relativamente bassa, intorno ai 250 kPa. Per confronto una pressione di 400 kPa sarebbe stato il parametro normale di funzionamento, mentre la pressione nel reattore 1 aveva raggiunto invece un picco di 840 kPa. Nel reattore BWR la misura di pressione viene utilizzata per dedurre indirettamente la temperatura.
Alle ore 20:00, il portavoce Yukio Edano dichiarò che si era verificato un iniziale aumento del livello del refrigerante nel Reattore n° 3, seguito però da un successivo abbassamento.
Alle 23:30, in conferenza stampa, l’Agenzia per la Sicurezza Nucleare (NISA) riferì che un “malfunzionamento della sonda” implicava che il livello del refrigerante non potesse essere confermato, rendendo impossibile stabilire l’attendibilità delle letture. Tuttavia, le misurazioni indicavano un livello inferiore di circa due metri rispetto al limite superiore delle barre di combustibile, situazione definita “molto seria” in quanto comportante un rischio concreto di danno al nocciolo.

### 14 marzo: impossibilità di raffreddare il Reattore n° 3
Durante la notte tra il 13 e il 14 marzo, i tecnici proseguirono le verifiche sull’anomalia del livello dell’acqua nel Reattore n° 3. Alle 03:36, nel corso di una videoconferenza tra Masao Yoshida, direttore dell’impianto, e Sakae Muto, vice-direttore di TEPCO e responsabile del settore nucleare, Yoshida riferì che, malgrado l’immissione prolungata di grandi quantità di acqua nel reattore, il livello non risultava aumentato. Espresse quindi una “alta probabilità” che il refrigerante non raggiungesse effettivamente il nocciolo, ma fosse deviato altrove all’interno dell’impianto.
In seguito si accertò che oltre il 45% dell’acqua immessa era stata deviata lungo un percorso alternativo rimasto aperto, a causa del mancato funzionamento di una valvola che avrebbe dovuto intercettarlo e che risultava priva di alimentazione elettrica.

### 14 marzo, ore 11:15: esplosione nell'edificio del Reattore n° 3

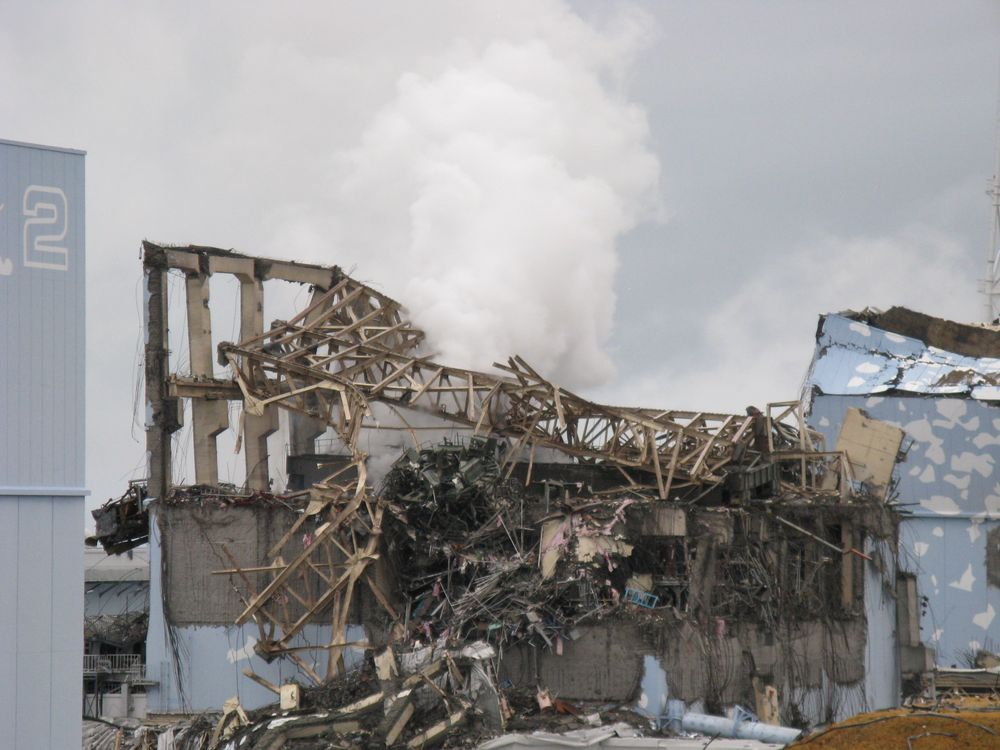
Come appariva l'edificio del Reattore n.3 in seguito all'esplosione (foto del 15 marzo 2011)

Alle ore 11:15 si verificò una violenta esplosione nella parte superiore dell’edificio del Reattore n° 3. L’esplosione fu più potente di quella avvenuta nell’Unità n° 1 due giorni prima e fu udita fino a 40 km di distanza. Si sollevò una densa nube grigia a forma ovale, che proiettò frammenti della copertura dell’edificio a centinaia di metri di altezza. Undici persone presenti nell’area rimasero ferite: quattro operatori TEPCO, tre tecnici esterni e quattro membri delle Forze di Autodifesa.
L’evento fu causato da un accumulo di idrogeno all’interno dell’edificio, analogo al fenomeno che interessò l’Unità 1. Inizialmente si ritenne che l’esplosione si fosse verificata al quinto piano dell’edificio, ma un’analisi successiva dei filmati con tecniche avanzate, pubblicata nel 2019, rivelò la presenza di due esplosioni distinte: una deflagrazione primaria preceduta da una prima esplosione di minore entità, avvenuta al quarto piano sul lato sud-est della struttura.
Ritenendo la situazione ormai non gestibile, TEPCO propose al governo l’evacuazione totale del personale dalla centrale. Il governo giapponese respinse tale ipotesi e autorizzò invece l’evacuazione di 750 addetti, disponendo che un contingente ridotto di circa 50 operatori rimanesse in loco per tentare di ristabilire il controllo degli impianti e ridurre la pressione nei Reattori n° 2 e 3. Questo gruppo fu successivamente soprannominato dalla stampa “Fukushima 50”.
Nei giorni successivi, il numero di operatori attivi nella centrale aumentò progressivamente, raggiungendo tra le 500 e le 600 unità (580 risultavano presenti il 18 marzo), principalmente vigili del fuoco e tecnici esterni addetti al ripristino delle linee elettriche. Il 23 marzo il personale presente salì a circa 1.000 unità, in seguito al dispiegamento di ulteriori reparti dell’esercito.

## Stato dei reattori

### Fukushima Dai-ichi 1

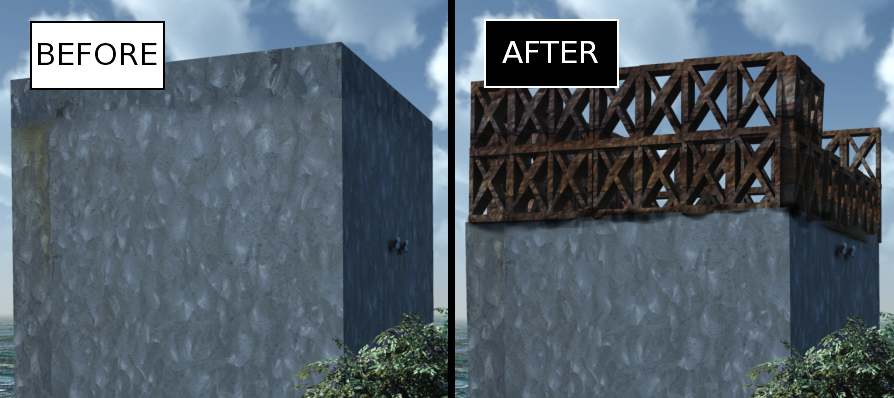
L'edificio del reattore 1 della centrale di Fukushima, prima e dopo l'esplosione.

Nel corso della giornata dell’11 marzo, in un edificio ausiliario dell’impianto, situato al di fuori delle aree nucleari, si sviluppò un incendio di modesta entità, che fu rapidamente estinto in meno di due ore. Tuttavia, una situazione ben più critica si stava delineando nei reattori in funzione della Centrale nucleare di Fukushima Dai-ichi, in particolare nelle Unità n° 1, 2 e 3. Sebbene l’arresto automatico (SCRAM) dei reattori fosse avvenuto con successo immediatamente dopo il sisma, i generatori diesel di emergenza risultarono gravemente danneggiati a causa dell’onda di maremoto successiva al terremoto, compromettendo l’alimentazione dei sistemi di raffreddamento necessari a dissipare il calore residuo prodotto dal decadimento dei prodotti di fissione nucleare.
La TEPCO, società responsabile dell’impianto, dichiarò formalmente lo stato di emergenza, il che rese possibile disporre l’evacuazione preventiva della popolazione residente entro un raggio di 3 km dalla centrale (circa 1.000 persone). Nelle ore successive, il Ministero dell’economia, del commercio e dell’industria comunicò l’arrivo in loco di quattro generatori diesel mobili, tre dei quali erano già stati attivati per fornire alimentazione ai sistemi di emergenza. Ulteriori moduli risultavano in arrivo via aerea.
Nel corso del 12 marzo, a causa del mancato funzionamento dei sistemi di raffreddamento di emergenza, la pressione all’interno del contenitore a pressione dell’Unità n° 1 aumentò costantemente. Alle ore 02:00 fu registrata una pressione interna pari a circa 600 kPa, superiore alla pressione normale di esercizio, pari a 400 kPa. In considerazione del trend crescente, TEPCO decise di procedere con un’operazione di decompressione controllata per le Unità prive di raffreddamento attivo, mentre parallelamente proseguivano i lavori per il ripristino dell’alimentazione mediante generatori mobili. Alle 04:20, l’IAEA confermò che era in corso un intervento per ridurre la pressione tramite rilascio controllato di vapore attraverso filtri progettati per trattenere la maggior parte dei radionuclidi.
Alle 13:30 del 12 marzo venne rilevata la presenza, nelle vicinanze del Reattore n° 1, di isotopi radioattivi di cesio-137 e iodio-131, indicativi del parziale danneggiamento del combustibile nucleare a seguito dell’esposizione all’aria di porzioni del nocciolo, rimaste scoperte per il progressivo abbassamento del livello del refrigerante. 
Alle ore 15:36 del 12 marzo si verificò una violenta esplosione provocata dall’accumulo di idrogeno all’interno dell’edificio dell’Unità n° 1. L’esplosione causò il crollo della parte superiore della struttura di contenimento esterna, lasciando visibile la struttura metallica sottostante. Quattro operatori rimasero feriti.
Il portavoce del governo giapponese, Yukio Edano, comunicò pubblicamente che vi era una “significativa possibilità” che le barre di combustibile si fossero parzialmente fuse. Tuttavia, si specificò che l’integrità del contenitore primario del reattore risultava non compromessa.
Alle 20:20 ebbero inizio le operazioni di raffreddamento mediante immissione di acqua di mare, soluzione considerata non ottimale a causa della corrosività dell’acqua salata, ma resa necessaria per l’esaurimento delle riserve di acqua dolce. A tale soluzione venne aggiunto acido borico, impiegato per la sua capacità di assorbire i neutroni liberi e rallentare eventuali reazioni nucleari incontrollate.

### Fukushima Dai-ichi 2
Nei primi momenti successivi all’incidente, il Reattore n° 2 si trovava in stato di allerta, ma non evidenziava ancora danni gravi o critici. Tuttavia, la situazione evolse rapidamente nel corso del 14 marzo.
Intorno a mezzogiorno del 14 marzo, le barre di combustibile risultavano completamente scoperte, e le operazioni di iniezione di acqua marina nel nucleo erano fallite. Alle 13:21 la TEPCO dichiarò che non si poteva escludere una parziale fusione delle barre di combustibile all’interno del Reattore n° 2.
Erano stati riscontrati danni significativi al nocciolo, verosimilmente causati dalla prolungata mancanza di refrigerante. Nonostante la prosecuzione dell’immissione di acqua marina, il livello del refrigerante risultava sconosciuto e presumibilmente in diminuzione. La pressione interna era salita fino a 700 kPa, rendendo temporaneamente impossibile l’iniezione di ulteriore liquido. Per consentire il raffreddamento, venne effettuato un rilascio controllato di vapore per abbassare la pressione interna.
TEPCO comunicò, sulla base di rilievi effettuati alle ore 08:50, che alcune barre di combustibile risultavano probabilmente danneggiate, come indicato dai livelli di radioattività registrati nell’impianto.
Nelle prime ore del 15 marzo (00:08 ora italiana) fu rilevata un’esplosione nell’area del Reattore n° 2. In seguito all’evento, TEPCO annunciò l’evacuazione parziale del personale dalla centrale. Le autorità giapponesi confermarono che l’esplosione aveva provocato una rottura non quantificata della camera di soppressione della pressione (wetwell), un componente chiave del sistema di contenimento, situato nella parte inferiore del reattore e caratterizzato da una struttura toroidale.

### Fukushima Dai-ichi 3
Nelle giornate dell’11 e 12 marzo, il Reattore n° 3 non destava preoccupazioni immediate quanto le altre unità, in quanto, pur in presenza di criticità nei sistemi di raffreddamento, questi erano stati temporaneamente sostituiti da sistemi alternativi di emergenza, sebbene in condizioni instabili. Particolare attenzione venne tuttavia rivolta al Reattore n° 3 per via della presenza di combustibile MOX (Mixed Oxide Fuel), contenente una miscela di ossidi di uranio e plutonio. Nel settembre 2010, per la prima volta, l’unità era stata caricata con tale combustibile, in sostituzione del tradizionale uranio a basso arricchimento utilizzato nelle altre unità dell’impianto.
Il 13 marzo si rese necessario ricorrere all’impiego di acqua di mare come liquido refrigerante primario, a causa di guasti persistenti nei sistemi standard di raffreddamento, che tuttavia avevano mantenuto un livello operativo minimo. Per contenere l’aumento della pressione interna al reattore, furono avviate operazioni di rilascio controllato del vapore, che comportarono un lieve incremento dei livelli di radioattività rilevati all’esterno dell’impianto.
Nel corso della giornata, il livello del liquido refrigerante, dopo un temporaneo aumento, tornò a diminuire. Alle 23:30, la Nuclear and Industrial Safety Agency (NISA) segnalò che alcune letture indicavano un abbassamento del livello dell’acqua di circa due metri al di sotto della sommità delle barre di combustibile, evidenziando un grave rischio di danneggiamento del nocciolo. Altre strumentazioni, tuttavia, riportavano ancora valori compatibili con un livello entro i limiti di sicurezza, generando una condizione di incertezza tecnica.
Il 14 marzo 2011, alle ore 11:01, si verificò una violenta esplosione nell’edificio del Reattore n° 3 della centrale di Fukushima Dai-ichi, seguita dall’emissione di fumo bianco, identificato come idrogeno in fuga.
L’esplosione risultò significativamente più potente rispetto a quella occorsa nell’Unità n° 1 due giorni prima: una larga sezione del tetto dell’edificio venne scagliata verso l’alto, per poi ricadere su altre strutture dell’impianto. Secondo le prime dichiarazioni ufficiali della TEPCO, l’integrità del contenimento primario del nocciolo risultava confermata, nonostante l’entità dell’esplosione.
A seguito dell’evento, un dipendente ventitreenne risultò contaminato da radiazioni. Alle ore 12:00, ulteriori sei persone rimasero ferite (quattro dipendenti TEPCO e due operai di ditte collegate), tutte in condizioni coscienti al momento del soccorso.
Le pressioni interne all’impianto, registrate prima e dopo l’esplosione, mostravano una tendenza alla diminuzione, pur rimanendo superiori ai limiti di sicurezza: ore 06:30 → 530 kPa, ore 09:05 → 490 kPa, ore 11:13 → 380 kPa, ore 11:55 → 360 kPa
Tali valori risultano da confrontare con i parametri di riferimento: 250 kPa = livello massimo di sicurezza, 400 kPa = livello operativo normale, 840 kPa = pressione massima raggiunta nel Reattore n° 1 il 12 marzo 
Il 16 marzo, alle 8:34 ora locale, fu osservato del fumo bianco sollevarsi dal reattore 3. I tentativi di determinare la causa di tale avvenimento furono interrotti poiché tutti gli addetti erano stati evacuati in un'area sicura, per via dell'aumento della radioattività misurata. Nel corso della giornata, poiché era aumentata la temperatura dell'acqua nella vasca del combustibile esausto, si era presa in considerazione l'ipotesi di spargere acqua con gli elicotteri, grazie al supporto dell'Esercito; questi interventi sono poi stati cancellati.

### Fukushima Dai-ichi 4
Fino al 14 marzo 2011, non erano stati riportati danni strutturali al Reattore n° 4 della centrale di Fukushima Dai-ichi.
Il 15 marzo, alle ore 06:00 JST, fu udita una forte esplosione proveniente dall’area della centrale. Successivamente venne confermato il danneggiamento dell’edificio del Reattore n° 4, con compromissione della struttura superiore.
Alle ore 09:40, si verificò un incendio nella vasca del combustibile esausto, situata al di sopra del reattore. L’evento fu associato a un probabile rilascio di sostanze radioattive, dovuto alla parziale esposizione delle barre di combustibile.
La TEPCO comunicò che il fuoco fu estinto entro le ore 12:00. Tuttavia, in conseguenza dell’aumento dei livelli di radiazione, il personale presente fu parzialmente evacuato.
Alle ore 10:22, i rilevamenti ambientali segnalavano un livello di radiazioni pari a 100 millisievert/ora nelle immediate vicinanze del reattore. L’incendio sarebbe stato causato da una esplosione di idrogeno, generata dall’evaporazione dell’acqua nella vasca e dalla conseguente esposizione delle barre di combustibile esausto.
Alle ore 21:13, i livelli di radiazione all’interno dell’edificio 4 risultavano incompatibili con attività prolungate, rendendo impossibile operare all’interno della sala di controllo.
Soltanto 70 dipendenti rimasero operativi all’interno dell’edificio, in condizioni estremamente critiche.
Il 16 marzo (verso le 5:45), un dipendente della TEPCO scoprì un incendio presso l'angolo nordovest dell'edificio del reattore 4, mentre trasportava una batteria alla sala di controllo centrale. La TEPCO informò dell'incidente i vigili del fuoco e le autorità locali. Durante un'ispezione alle 6:15, gli addetti della TEPCO trovarono segni dell'incendio.

#### Surriscaldamento e fusione nella vasca del combustibile esausto
La TEPCO comunicò l’esistenza di una probabilità bassa ma non trascurabile che la massa di combustibile esposto nella vasca del Reattore n° 4 potesse raggiungere uno stato di criticità.
Secondo la BBC, un eventuale raggiungimento della criticità non avrebbe comportato un'esplosione nucleare, ma avrebbe potuto generare un rilascio continuo e incontrollato di materiale radioattivo, aggravando l’emergenza già in corso.
La possibilità di una nuova criticità nucleare nelle barre di combustibile esausto del reattore 4 era ritenuta teoricamente plausibile ma altamente improbabile, principalmente a causa del basso livello di arricchimento dell'uranio utilizzato nei reattori ad acqua leggera.
Tuttavia, l’assenza di moderazione efficace, l’aumento incontrollato della temperatura dell’acqua nella vasca e l’eventuale collasso delle griglie di supporto delle barre potevano creare configurazioni geometriche sfavorevoli che, in circostanze eccezionali, aumentavano il rischio di un evento critico non intenzionale. In tale scenario, più che un’esplosione, si temeva un rilascio persistente di neutroni e materiali radioattivi, con conseguenze significative per la sicurezza dell’impianto e dell’ambiente circostante.
Il 9 maggio 2012, esperti di Stati Uniti e Giappone, insieme a 73 Organizzazioni non Governative, inviarono una petizione all'allora Segretario dell'ONU, Ban Ki-moon, chiedendo l'intervento urgente delle Nazioni Unite per la stabilizzazione del reattore 4, tramite un Summit internazionale sul grave rischio nucleare e l'istituzione di una commissione indipendente di esperti che coordini gli aiuti internazionali. Le Organizzazioni criticarono il silenzio di stampa e politica giapponese sul disastro su scala globale derivante dall'eventualità che un terremoto o un evento catastrofico potessero danneggiare la vasca.

### Fukushima Dai-ichi 5 e 6
I reattori 5 e 6 non risultarono aver subito danni significativi a seguito del sisma e dello tsunami, e rimasero sotto monitoraggio costante per verificare la tenuta dei sistemi di raffreddamento.
Tuttavia, a partire dal 15 marzo, si registrò un aumento della temperatura nelle vasche del combustibile esausto di entrambi i reattori, a causa della refrigerazione insufficiente.
Il 19 marzo, i tecnici riuscirono a ripristinare il sistema di raffreddamento delle vasche del combustibile esausto, contribuendo alla stabilizzazione della situazione in quelle due unità.

## Tentativo di ripristino degli ausiliari
In generale, nella conferenza stampa di mercoledì 16 marzo, la TEPCO comunicò che erano in corso interventi finalizzati a collegare generatori di supporto e riparare i generatori diesel di emergenza, con l’obiettivo di ripristinare l’alimentazione elettrica esterna degli impianti. Si prevedeva così di riportare entro i limiti di operatività i sistemi di spray del nocciolo, il raffreddamento RHR e l’ECCS, tenendo conto dei probabili danni causati dalle esplosioni dei giorni precedenti. In assenza di ulteriori complicazioni, si stimava che entro giovedì 17 marzo i sistemi ausiliari ancora integri sarebbero potuti rientrare in funzione.
Di fronte alle difficoltà nel ripristino dei sistemi di raffreddamento dei reattori coinvolti e alla necessità urgente di refrigerarli, fu deciso di inondare con acqua marina l’esterno dei reattori stessi, impiegando mega-idranti ed elicotteri, almeno durante i periodi di bassa emissione di radioattività. Questa misura d’urgenza però incontrò l’opposizione dei vertici della TEPCO, che ordinarono di sospendere le operazioni a causa del potere corrosivo dell’acqua salata, ritenuta in grado di danneggiare irreparabilmente gli impianti.
Il direttore della centrale, Masao Yoshida, rimasto in loco con un gruppo di circa cinquanta tecnici, scelse di disobbedire agli ordini e di proseguire con il pompaggio di acqua salata, accettando di sacrificare l’impianto per evitare una catastrofe ben più grave legata al mancato raffreddamento dei reattori. In seguito, la TEPCO comunicò che, a causa dell’uso di acqua marina per il raffreddamento, la centrale non sarebbe più stata riavviata.

## Conseguenze
L'evento è stato classificato di livello 7 della scala INES, il massimo valore ammesso dalla scala, la quale si basa, come riferimento, sulla dose equivalente di iodio-131. Nel 2014 è stata elaborata una matrice di posizionamento dei 33 più gravi guasti ed incidenti nucleari (INES 3-7) al mondo nel periodo 1950-2011, mettendo in correlazione la magnitudo (in scala INES e SNAL) con il logaritmo della frequenza cumulata di eventi di analoga o maggiore intensità.

### Conseguenze sanitarie
Nel settembre 2018, il caso di un decesso per cancro di un ex operatore della centrale di Fukushima è stato oggetto di un accordo di risarcimento in sede civile, in relazione all’incidente.
Il Comitato Scientifico delle Nazioni Unite sugli Effetti delle Radiazioni Atomiche (UNSCEAR) e l’Organizzazione Mondiale della Sanità (OMS) hanno riferito che non sono stati osservati aumenti significativi di aborti, nati morti o disturbi fisici e mentali nei bambini nati dopo l’incidente.
Le stime riguardanti la possibile mortalità e morbilità dovute a neoplasie correlate al disastro rimangono controverse, con valori che variano da circa 1.500-1.800 unità fino a stime più basse di alcune centinaia.
Una indagine del giornale Mainichi Shimbun stima che vi siano stati 1.600 decessi per effetto diretto dello stress correlato all'evacuazione, principalmente negli anziani che avevano precedentemente vissuto in case di cura. Inoltre, i tassi di disagio psicologico tra le persone evacuate sarebbero aumentati di cinque volte rispetto alla media giapponese a causa dell'esperienza del disastro e dell'evacuazione.
Nel 2013, l’Organizzazione Mondiale della Sanità (OMS) ha stimato che i residenti evacuati dall’area siano stati esposti a livelli relativamente bassi di radiazioni, e che gli effetti diretti sulla salute umana dovuti a tali esposizioni siano "probabilmente bassi". Secondo il rapporto, il rischio di sviluppare cancro alla tiroide nelle bambine evacuate è stimato intorno allo 0,75%, con valori fino all’1,25% in alcuni sottogruppi, mentre per i maschi l’aumento del rischio è lievemente inferiore. Si prevede inoltre un incremento del rischio per altri tumori indotti da radiazioni, associato all’esposizione a isotopi di fissione a basso punto di ebollizione rilasciati durante i guasti di sicurezza. L’incremento di rischio maggiore riguarda il cancro alla tiroide, ma complessivamente si stima un aumento del rischio superiore all’1% per lo sviluppo di tumori di varia natura nelle femmine evacuate, con un incremento leggermente inferiore nei maschi, confermando una maggiore radiosensibilità nei soggetti pediatrici.
Un programma di screening condotto un anno dopo, nel 2012, ha rilevato che oltre un terzo (36%) dei bambini nella prefettura di Fukushima presentava anomalie nella crescita delle ghiandole tiroidee. Ad agosto 2013, nella prefettura di Fukushima erano stati diagnosticati oltre 40 nuovi casi di carcinoma tiroideo e altri tumori tiroidei. Nel 2015, il numero complessivo di tumori tiroidei diagnosticati o in via di sviluppo nella stessa popolazione era di 137. Tuttavia, non è ancora stato stabilito con certezza se l'incidenza di questi tumori sia effettivamente superiore a quella delle aree non contaminate e se possa essere attribuita all'esposizione alle radiazioni nucleari prodotte dall'incidente  L'esperienza del disastro di Chernobyl ha evidenziato un incremento significativo dei casi di carcinoma tiroideo nei bambini, ma solo dopo un periodo di latenza di 3-5 anni dal 1986; pertanto, la comparabilità diretta tra i dati di Chernobyl e quelli relativi all'incidente di Fukushima rimane al momento incerta e oggetto di ulteriori studi.

### Conseguenze ambientali
Secondo le autorità di vigilanza francesi IRSN (Institut de radioprotection et de sûreté nucléaire, Istituto di radioprotezione e sicurezza nucleare) e ASN (Autorité de sûreté nucléaire, Autorità di sicurezza nucleare), la nube radioattiva emessa ripetutamente dalla centrale di Fukushima Dai-ichi era prevista giungere in Francia intorno al 26 marzo 2011. Basandosi su modelli di dispersione atmosferica delle emissioni radioattive, le concentrazioni attese in Francia e nei dipartimenti d'oltremare dell'emisfero settentrionale risultavano dell'ordine di 0,001 Bq/m³. A titolo comparativo, dopo l'incidente di Chernobyl, nelle zone prossime all'impianto le concentrazioni misurate superarono 100.000 Bq/m³; nei paesi maggiormente interessati (Ucraina, Bielorussia) i valori variavano tra 100 e 1.000 Bq/m³; in Francia, nella parte orientale, le concentrazioni rilevate intorno al 1º maggio 1986 si situavano tra 1 e 10 Bq/m³. Attualmente nell’aria permane una bassa attività residua di cesio-137, dell’ordine di 0,000001 Bq/m³.
Un articolo di revisione pubblicato nel 2014 ha stimato che la quantità di ioni iodio emessi dall'incidente di Fukushima sia stata di circa 120 peta-becquerel (PBq), corrispondente a circa un decimo delle emissioni di iodio rilasciate durante l'incidente di Chernobyl. Lo studio ha concentrato l’attenzione esclusivamente sui potenziali effetti delle emissioni radioattive sulla ghiandola tiroidea, in particolare sul rischio oncologico, valutando una popolazione di minorenni residente nelle aree limitrofe al sito dell’incidente, che si presumeva potessero essere stati esposti a dosi fino a 100 millisievert nei primi giorni successivi al disastro, prima dell’avvio delle misure di protezione. Non sono state invece analizzate in dettaglio altre particelle radioattive emesse, le quali possono determinare effetti su altri organi con un ruolo differente rispetto a quello dello iodio sulla tiroide.
Il 21 marzo un'agenzia giornalistica riportò che l'Organizzazione Mondiale della Sanità (OMS) avrebbe dichiarato che «le radiazioni derivanti dall'incidente nucleare di Fukushima, entrate nella catena alimentare, sono più gravi di quanto finora si fosse ritenuto» e che «l'impatto dell'incidente è molto più significativo di quanto inizialmente previsto, quando si stimava che fosse limitato a un raggio di 20-30 chilometri».
Radionuclidi oltre i limiti fissati dalla normativa nazionale sono stati rilevati nel latte prodotto nella prefettura di Fukushima e negli spinaci coltivati nelle prefetture di Fukushima, Ibaraki, Tochigi e Gunma. Tuttavia, in un rapporto pubblicato nel 2014 dal Comitato scientifico delle Nazioni Unite per lo studio degli effetti delle radiazioni ionizzanti (UNSCEAR 2013 Report), si afferma che le dosi ricevute dalla popolazione generale, sia nel primo anno che nel corso della vita, sono state considerate generalmente basse o molto basse.
Il 22 marzo 2011, TEPCO ha segnalato la presenza di iodio, cesio e cobalto nell'acqua di mare vicino al canale di scarico dei reattori 1, 2, 3 e 4. In particolare, sono stati rilevati livelli di iodio-131 che superano di 126,7 volte il limite consentito, livelli di cesio-134 24,8 volte superiori, di cesio-137 16,5 volte più alti e quantità non trascurabili di cobalto-58.
Nei giorni successivi, i livelli di radioattività rilevati nell'acqua di mare hanno superato di oltre 4.400 volte i limiti consentiti. Tuttavia, per valutare l'entità della contaminazione ambientale, la quantità totale di radioattività rilasciata nell'atmosfera è stata stimata essere circa un decimo di quella emessa durante il disastro di Chernobyl. A titolo esemplificativo, il 25 giugno 2012 è ripresa la vendita di prodotti ittici (in particolare molluschi, nei quali, a quella data, non sono più state rilevate tracce di cesio e iodio radioattivi) catturati nelle acque circostanti la centrale. Una volta che anche altre specie di pesci e frutti di mare avranno soddisfatto i limiti di radioattività stabiliti dal governo, queste saranno progressivamente reintrodotte nel mercato.
La natura e la pericolosità della contaminazione di Fukushima, tuttavia, non possono essere direttamente comparate a quelle del disastro di Chernobyl per due motivi principali:
- In primo luogo, la maggior parte della contaminazione è di natura sotterranea. Per prevenire il surriscaldamento dei noccioli e delle piscine di stoccaggio, è necessario un continuo flusso di acqua di raffreddamento, che si disperde nel sottosuolo attraverso le crepe causate dal terremoto.
- In secondo luogo, la differenza critica rispetto a Chernobyl è che il reattore di quest'ultimo fu sigillato all'interno di un sarcofago in un periodo relativamente breve, mentre a Fukushima questa soluzione non è praticabile. La contaminazione continua ad espandersi senza sosta fin dal primo giorno e persisterà per un periodo indeterminato; secondo alcune stime, se non si verificano crisi sistemiche nell'economia giapponese, la durata della contaminazione potrebbe estendersi dai 10 ai 20 anni. Resta ancora incerto il percorso che seguirà la massa di acqua radioattiva attraverso le falde freatiche della regione: è certo che una parte si riversa continuamente in mare, mentre un'altra si diffonde nell'entroterra. Il 22 agosto 2012, misurazioni sui pesci catturati nella zona hanno evidenziato elevati tassi di radioattività nelle carni, tali da suggerire il blocco della distribuzione del pesce.[119]

L'intenso programma di smantellamento dell'impianto di Fukushima, secondo le stime del gestore TEPCO, richiederà tra i 30 e i 40 anni per essere completato. Nel tentativo di ridurre la contaminazione delle falde acquifere sotterranee, è stata costruita una barriera di terreno congelato (nota anche come “ice wall”), con l’obiettivo di ridurre l’afflusso di acqua contaminata che si accumula nel sito. Secondo le stime della TEPCO, la barriera ha consentito una riduzione dei flussi di acqua di circa 95 tonnellate al giorno rispetto ai livelli del 2016. L’acqua raccolta viene trattata mediante processi di filtrazione avanzati, che rimuovono quasi completamente gli elementi radioattivi presenti, con l’eccezione del trizio, un isotopo dell’idrogeno difficilmente separabile con le tecnologie attualmente disponibili. Tuttavia, nel luglio 2016, la TEPCO ha ammesso che la barriera ghiacciata non era riuscita a impedire l'infiltrazione di acque sotterranee all'interno degli edifici dei reattori danneggiati, determinando la miscelazione con acqua altamente radioattiva, e ha dichiarato di non essere tecnicamente in grado di arrestare completamente questi flussi mediante tale sistema.
Nel febbraio 2017, TEPCO ha diffuso immagini acquisite da una telecamera telecomandata all’interno del reattore n. 2, che mostrano la presenza di un’apertura di circa 2 metri di diametro nel reticolo metallico situato sotto il recipiente a pressione, all’interno del contenitore di confinamento primario del reattore. Questa perforazione potrebbe essere stata originata dalla fuoriuscita di materiale fissile fuso attraverso il recipiente a pressione, suggerendo la possibilità di un evento di fusione che ha interessato anche la struttura di supporto inferiore. All’interno del contenitore di confinamento dell’unità 2 sono stati successivamente rilevati livelli di radiazioni pari a circa 210 Sv all’ora. Per confronto, il combustibile nucleare esaurito integro, dopo circa dieci anni di raffreddamento e in assenza di schermature, può emettere fino a 270 Sv/h.

### Evacuazione della popolazione
L'11 marzo 2011, a seguito dell'interruzione dell'alimentazione elettrica ai sistemi di raffreddamento della Fukushima Dai-ichi, la TEPCO ha dichiarato lo stato di emergenza, inducendo le autorità competenti ad avviare l'evacuazione della popolazione residente entro un raggio di 3 km dall’impianto, pari a circa 1.000 persone.
Al 13 marzo 2011, la TEPCO ha comunicato, in coordinamento con le autorità governative, l’ampliamento della zona di evacuazione a un raggio di 20 km dalla centrale di Fukushima Dai-ichi e di 10 km dalla centrale di Fukushima Dai-ni.
Il 15 marzo 2011, il primo ministro giapponese Naoto Kan ha annunciato l’estensione della zona di evacuazione attorno alla centrale di Fukushima fino a un raggio di 30 km; per l’area compresa tra i 20 e i 30 km, l’evacuazione non è stata resa obbligatoria, ma è stato ufficialmente raccomandato alla popolazione di rimanere all’interno delle abitazioni e di non uscire.
Successivamente, il governo giapponese, dopo aver interdetto l’accesso entro un raggio di 20 km attorno alla centrale, ha disposto l’evacuazione anche di cinque città situate al di fuori di tale perimetro. Nella cittadina di Tomioka, è rimasto il contadino Naoto Matsumura, con l’intento di prendersi cura degli animali domestici abbandonati nell’area. Secondo gli esami clinici effettuati nell’ottobre 2011 per valutare i livelli di contaminazione, il suo organismo ha mostrato un'esposizione pari a 2,5 millisievert, valore nettamente inferiore alla soglia di rischio indicata per esposizioni prolungate alla radiazione ionizzante.
| Città                   | Popolazione evacuata |
| ----------------------- | -------------------- |
| Hirono-machi            | 5 387                |
| Naraha-machi            | 7 851                |
| Tomioka-machi           | 15 786               |
| Ōkuma-machi (ipocentro) | 11 186               |
| Futaba-machi            | 6 936                |
| Namie-machi             | 20 695               |
| Tamura-machi            | 41 428               |
| Minamisōma-shi          | 70 975               |
| Kawauchi-mura           | 2 944                |
| Kuzuo-mura              | 1 482                |
| Totale                  | 184 670              |

Gli Stati Uniti hanno raccomandato ai propri cittadini presenti in Giappone di evacuare un’area compresa entro un raggio di 80 km dalla centrale nucleare.
A partire da aprile 2012, a seguito della constatazione che in tre località — Kawauchi, Tamura e Haranomachi — situate nelle aree precedentemente evacuate, i livelli di radioattività erano scesi al di sotto della soglia di sicurezza di 20 millisievert all’anno, le autorità giapponesi hanno autorizzato i residenti al rientro. È stato quindi consentito il ritorno alle abitazioni, ai luoghi di lavoro e allo svolgimento delle attività quotidiane, compreso l’uso dell’acqua potabile, con l’unica limitazione temporanea del divieto di pernottamento. Era previsto che entro il 2016 i livelli di radioattività nelle restanti zone evacuate si sarebbero ridotti al di sotto della stessa soglia di sicurezza, rendendo possibile l’attuazione di piani di rientro anche per tali aree.
Tra le aree popolate al di fuori della zona di evacuazione obbligatoria, figurano Iwaki (popolazione: 330.000) e Sōma (popolazione: 37.500), situate rispettivamente a sud e a nord della centrale di Fukushima Dai-ichi, entrambe a circa 45 km di distanza dall’impianto.
Nel 2019 è stato evidenziato il problema dei kuiki-gai, ovvero persone residenti al di fuori dell’area di evacuazione stabilita dal governo, ma in zone in cui i livelli di radiazione risultano superiori alla soglia ritenuta sicura. Questi individui si trovano a dover scegliere se continuare a vivere in aree potenzialmente pericolose, con i relativi rischi sanitari, oppure trasferirsi altrove senza poter beneficiare di alcun sostegno pubblico, poiché il loro allontanamento, non essendo formalmente imposto, è considerato una decisione volontaria e non necessitata dalle circostanze.
I rischi per la popolazione potrebbero essere aggravati dalla presenza ricorrente di tifoni che interessano frequentemente la regione. Il 28 novembre 2013, il Laboratorio delle Scienze Climatiche e dell'Ambiente (LSCE) francese ha dichiarato che i tifoni potrebbero contribuire alla redistribuzione e all’espansione dell’area contaminata dalle sostanze radioattive rilasciate dall’incidente di Fukushima.

### Contaminazione della popolazione
Le autorità giapponesi stanno esaminando l’eventuale contaminazione radioattiva dei circa 170.000 residenti evacuati dalle aree comprese entro un raggio di 20 km dagli impianti di Fukushima Dai-ichi e Fukushima Dai-ni. Al 16 marzo, nove persone sono risultate contaminate secondo le analisi preliminari. L’Agenzia giapponese per la sicurezza nucleare e industriale, parte del Ministero dell'economia, commercio e industria, ha riferito che, tra le circa 100 persone evacuate da Futaba, nove hanno mostrato livelli di contaminazione, le cui cause sono oggetto di indagine. Tra queste, una persona è risultata esposta a 18.000 conteggi per minuto (cpm), una seconda tra 30.000 e 36.000 cpm, una terza circa 40.000 cpm. Su un quarto soggetto è stata inizialmente rilevata una contaminazione superiore a 100.000 cpm, ma una successiva misurazione, effettuata dopo la rimozione delle scarpe, ha riportato un valore appena oltre i 40.000 cpm. Le restanti cinque persone presentavano livelli di contaminazione molto bassi. Un secondo gruppo, composto da 60 pazienti evacuati dall’ospedale pubblico di Futaba tramite elicotteri, è stato sottoposto a test per contaminazione; alle ore 16:30 locali, i risultati non erano ancora disponibili, ma si presumeva una possibile esposizione avvenuta durante l’attesa per l’evacuazione. Altri gruppi di evacuati sono risultati negativi ai test di contaminazione.
Per ridurre gli effetti potenzialmente dannosi derivanti dall’assorbimento di isotopi radioattivi dello iodio, le autorità hanno predisposto la distribuzione di compresse di ioduro di potassio, che saturano la tiroide impedendo l’accumulo dello iodio-131 in caso di esposizione.
A due anni dall’incidente, il 27 febbraio 2013, l’Organizzazione Mondiale della Sanità ha pubblicato un rapporto sui rischi sanitari per la popolazione associati alle conseguenze del disastro, ridimensionando significativamente le stime inizialmente diffuse.
In un successivo rapporto pubblicato nel 2014, il UNSCEAR (UNSCEAR 2013 Report), a pagina 10, ha riportato che non è stato osservato alcun decesso né alcun caso conclamato di sindrome acuta da radiazione attribuibile all’incidente. Le dosi di esposizione per la popolazione generale, sia nel primo anno sia nell’arco della vita, sono state generalmente da basse a molto basse. Non si prevede alcun impatto sanitario rilevabile in termini di incidenza, né per la popolazione esposta né per le generazioni successive. Tuttavia, sono stati registrati effetti psicologici significativi, come sintomi depressivi e disturbi legati allo stress, riconducibili al trauma generato dalla percezione del disastro. Per gli adulti residenti nella Prefettura di Fukushima, la dose efficace media stimata per la restante vita è pari o inferiore a 10 mSv. In 12 lavoratori analizzati sono state rilevate dosi alla tiroide tali da suggerire un aumento del rischio di patologie tiroidee, inclusi i tumori. Tra altri 160 lavoratori con dosi stimate inferiori a 100 mSv, è atteso un aumento del rischio di sviluppare tumori maligni, sebbene ritenuto troppo modesto per essere rilevabile statisticamente. Dal giugno 2011 è stata avviata una campagna epidemiologica di lungo periodo sulla salute della popolazione della prefettura, con una durata prevista di 30 anni. Il programma include l’esame di 360.000 bambini mediante ecografi ad alta risoluzione, in grado di rilevare anche minime anomalie. L’impiego di questa tecnologia ha determinato un aumento dei riscontri di noduli, cisti e carcinomi, che in condizioni normali non sarebbero stati diagnosticati. Studi condotti con lo stesso protocollo in aree non colpite dall’incidente hanno confermato che la frequenza di tali riscontri non è attribuibile all’esposizione conseguente all’incidente.

### Contaminazione e vittime fra i lavoratori
Il 3 aprile 2011 è stato confermato il ritrovamento dei corpi di due lavoratori che, il giorno del terremoto, stavano operando presso l'Unità 4 della centrale; la loro morte non è stata attribuita agli effetti delle radiazioni ionizzanti.
La IAEA ha riportato che il 1º aprile 2011 un lavoratore impegnato nella riparazione di un malfunzionamento al manicotto dell'acqua su una nave dell'esercito statunitense è caduto in acqua. Il personale ha immediatamente prestato soccorso; le prime analisi non hanno evidenziato né ferite né contaminazione esterna. Per valutare un’eventuale contaminazione interna, il lavoratore è stato sottoposto a Whole Body Counter (WBC), i cui risultati hanno escluso qualsiasi presenza di contaminazione interna.

### Conseguenze legali e politiche
Il 5 luglio 2012 la Commissione nazionale indipendente di inchiesta nucleare di Fukushima (NAIIC), nominata dalla Dieta nazionale giapponese, ha presentato il proprio rapporto d’indagine alla Dieta stessa. La Commissione ha concluso che il disastro nucleare è stato in gran parte “artificiale”, in quanto le cause dirette dell’incidente erano tutte prevedibili prima dell’11 marzo 2011. Il rapporto ha inoltre evidenziato come la centrale nucleare di Fukushima Daiichi non fosse progettata per resistere all’evento combinato di terremoto e tsunami. Dal rapporto è emerso come la TEPCO, gli enti di regolamentazione (NISA e NSC) e l’agenzia governativa promotrice dell’industria nucleare (METI), non avessero adeguatamente sviluppato i requisiti di sicurezza fondamentali, quali la valutazione della probabilità di danni, la preparazione a gestire danni collaterali derivanti da tali eventi, e la pianificazione di evacuazioni pubbliche in caso di gravi emissioni radioattive. Parallelamente, il comitato d’inchiesta nominato dal governo sugli incidenti presso le centrali di Fukushima della Tokyo Electric Power Company ha presentato il proprio rapporto finale al governo giapponese il 23 luglio 2012. Inoltre, uno studio indipendente condotto da ricercatori di Stanford ha evidenziato che gli impianti giapponesi gestiti dalle maggiori utility pubbliche erano particolarmente vulnerabili agli tsunami.
La TEPCO ha ammesso per la prima volta il 12 ottobre 2012 di non aver adottato misure più forti per prevenire i disastri per timore di avviare cause legali o proteste contro le sue centrali nucleari. Inoltre, non ci sono piani chiari per la disattivazione dell'impianto, ma la stima per il suo smantellamente è di trenta o quaranta anni.
Nel 2018 sono stati avviati tour guidati nell’area interessata dal disastro di Fukushima, finalizzati a far conoscere direttamente la realtà dell’incidente.
Negli anni successivi al disastro, il governo giapponese ha introdotto standard di sicurezza più rigorosi che hanno comportato la chiusura di tutti i reattori nucleari nel 2011, spostando la produzione energetica nazionale verso il carbone, che copre circa il 70% del fabbisogno. Una legge promulgata nel maggio 2023 ha esteso a 60 anni la durata operativa degli impianti nucleari che abbiano implementato specifici aggiornamenti di sicurezza.

## Valutazione del danno economico
Per la sola bonifica dell’impianto di Fukushima e il ripristino dello status di "green field", il gestore dell’impianto TEPCO stima un arco temporale compreso tra i 30 e i 40 anni, a partire dal 2017. Il governo giapponese ha quantificato una spesa minima di 75,7 miliardi di dollari esclusivamente per la bonifica della centrale di Fukushima Dai-ichi.
La stima dei costi complessivi, comprensivi di bonifica e impatti indiretti, varia ampiamente, oscillando da 202,5 fino a 626 miliardi di dollari secondo le analisi del Japan Center for Economic Research (JCER).

## Conseguenze internazionali
L’incidente alla centrale di Fukushima ha innescato dibattiti in diversi Stati nel mondo riguardo alla prosecuzione o meno dell’utilizzo e dello sviluppo dell’energia nucleare.
A tre mesi dall’evento, quattro Paesi avevano avviato brevi moratorie per rivedere e verificare le misure di sicurezza dei loro programmi nucleari, mentre circa trenta Stati li avevano mantenuti invariati. Due nazioni, Germania e Svizzera, avevano invece annunciato l’intenzione di uscire gradualmente dal nucleare, fissando rispettivamente la chiusura completa entro il 2022 e il 2034. In particolare, la Germania ha spento gli ultimi tre reattori nucleari presenti sul proprio territorio il 15 aprile 2023, posticipando la data originaria di chiusura di quattro mesi a causa della crisi energetica determinata dall’invasione russa dell’Ucraina.

### Giappone
A metà maggio 2011, il primo ministro giapponese, alla luce delle persistenti criticità nella gestione dell’incidente nucleare in corso, ha annunciato la decisione di rinunciare ai piani per la costruzione di 14 nuovi reattori nucleari a fissione.
Il 14 giugno 2011, il ministro giapponese dell’industria, Banri Kaieda, commentando i risultati del referendum italiano tenutosi il giorno precedente, ha dichiarato che l’energia nucleare "continuerà a rappresentare uno dei quattro pilastri fondamentali della politica energetica del Giappone, come sottolineato anche da Naoto Kan in occasione del G8".
Al 5 maggio 2012, tutti i 54 reattori nucleari presenti sul territorio giapponese risultavano disattivati, ma dopo nove giorni due di essi sono stati riavviati.
Al 2014, in Giappone risultanavano operativi 48 reattori nucleari, mentre due nuovi impianti erano in fase di costruzione. È inoltre era previsto l’avvio dei lavori per la realizzazione di ulteriori 9 reattori. 
Nell’agosto 2022, il Giappone ha annunciato l’intenzione di rilanciare la produzione di energia attraverso reattori nucleari di nuova generazione, motivando la decisione anche con l’incremento dei costi delle materie prime energetiche. 
Nel 2025, dei 9 reattori previsti nel 2014, in realtà, uno è stato sospeso indefinitamente (Higashidōri‑1); altri alcuni sono in fase di autorizzazione o sospesi a causa di verifiche geologiche sui siti (es. Kashiwazaki ‑ Kariwa‑6/7, Tsuruga‑2). Restano attivamente aperti solo due cantieri: Shimane‑3 e Ōhma‑1. Nessun altro nuovo reattore è al momento in “costruzione” attiva al 2025 .
Sempre nel 2025, in Giappone risultano operativi 14 reattori nucleari su 33 potenzialmente attivabili, con una capacità complessiva riavviata di 13,25 GW e un fattore medio di utilizzo dell’80,5% nel 2024.  Il governo, tramite la nuova legge “GX Decarbonization Power Supply Bill” entrata in vigore nel giugno 2025, ha introdotto norme che consentono l’estensione operativa dei reattori fino a 60 anni (e in alcuni casi fino a 72), escludendo dai conteggi i periodi di inattività per verifiche. È inoltre autorizzata la costruzione di nuovi reattori solo in sostituzione di impianti dismessi.  Secondo il settimo Piano Energetico di Base, adottato nel febbraio 2025, il nucleare dovrà coprire circa il 20% del mix elettrico nazionale entro il 2040, come parte di una strategia che prevede anche il rafforzamento delle fonti rinnovabili e la riduzione della dipendenza dai combustibili fossili. 

### Cina
Nei giorni immediatamente successivi all'incidente di Fukushima, la Cina ha sospeso le autorizzazioni per la realizzazione di 26 nuovi impianti nucleari al fine di riesaminare i criteri di sicurezza adottati e ha avviato una revisione straordinaria delle condizioni di sicurezza delle centrali già esistenti e operative. Nelle settimane seguenti, fonti ufficiali hanno reso noto che gli esiti delle verifiche sono stati favorevoli e che il Paese avrebbe proseguito il proprio programma di sviluppo dell’energia nucleare civile, considerata una fonte a basse emissioni di CO2, precisando che l'incidente giapponese non avrebbe determinato un disimpegno dalla tecnologia nucleare per motivi legati al rischio percepito. 
Nel 2012 era previsto che la Cina pianificasse la costruzione di ulteriori 50 reattori nucleari, oltre ai 27 già in fase di realizzazione; tali previsioni vennero poi integrate nel piano strategico nazionale per lo sviluppo energetico 2014‑2020 e successivamente nel 13º piano quinquennale (2016‑2021), che stabiliva l’obiettivo di costruire tra 6 e 8 nuovi reattori ogni anno, con l’intento di coprire entro il 2030 circa il 15 % del fabbisogno energetico nazionale, ancora in quegli anni fortemente dipendente dal carbone.

### Aggiornamento al 2025 sulla rete nucleare cinese
Al 31 dicembre 2024, la Cina contava 58 reattori nucleari operativi, con una capacità installata complessiva di circa 60,9 GW, che hanno prodotto approssimativamente 450 TWh di energia elettrica, pari al 4,5 % del fabbisogno nazionale totale. Durante lo stesso anno sono stati collegati alla rete due nuovi reattori: Fangchenggang Unità 4 (Hualong One), entrato in esercizio nel maggio 2024, e Zhangzhou‑1, anch'esso di tipo Hualong One con una potenza lorda di circa 1 126 MW, che ha raggiunto la connessione alla rete il 28 novembre 2024 ed è entrato in esercizio commerciale il 1º gennaio 2025. Inoltre, il reattore ad alta temperatura a letto di ciottoli HTR‑PM da 210 MW ha completato la fase di collaudo e ha avviato l’esercizio commerciale nel dicembre 2023. A questa capacità si aggiungono 27 reattori in costruzione, per un totale stimato di circa 32 GW, confermando la posizione della Cina come leader mondiale per capacità nucleare in via di realizzazione. Il 27 aprile 2025, il Consiglio di Stato cinese ha approvato la costruzione di 10 nuovi reattori, tra cui 8 Hualong One e 2 CAP1000, da realizzare su cinque siti costieri: Fangchenggang, Haiyang, Sanmen, Taishan e Xiapu. L'investimento previsto supera i 200 miliardi di yuan, equivalenti a circa 27 miliardi di dollari statunitensi. Questo impulso conferma la volontà strategica della Cina di mantenere un ritmo di espansione compreso tra 6 e 10 reattori l’anno, con l’obiettivo dichiarato di superare, entro il 2030, la capacità nucleare installata di qualsiasi altro Paese.

### Francia
Il presidente Nicolas Sarkozy ha dichiarato a marzo di non avere timori perché «le centrali francesi sono le più sicure al mondo». Al 2025, EDF ha avviato lavori di ammodernamento su diversi reattori per rispondere ai nuovi standard europei di sicurezza.

### Germania
Nell'immediato, il governo guidato da Angela Merkel ha deciso di sospendere la precedente decisione, assunta l'anno prima, di estendere la durata operativa di alcune centrali nucleari. Inoltre, i sette reattori più datati, entrati in funzione prima degli anni ottanta, sono stati arrestati e sottoposti a una moratoria tecnica della durata di tre mesi. Al 2025, la Germania ha completato il phase-out nucleare, con tutti i reattori dismessi e in fase di smantellamento secondo le normative europee sulla disattivazione degli impianti nucleari.
Il 30 maggio 2011 l'esecutivo tedesco ha poi stabilito di uscire dall'elettro-generazione da fonte nucleare nel 2022 (decisione ratificata in seguito da una legge approvata dai due rami del Parlamento di Berlino), cominciando col fermare gli otto reattori più vecchi il 6 agosto 2011 e prevedendo di chiuderne altri sei entro la fine del 2011 (cosa poi non avvenuta) e i restanti tre entro il 2022.
L'obiettivo era di coprire questa quota di produzione sia tramite una ottimizzazione e riduzione dei consumi del 10% entro il 2020, sia aumentando la produzione da rinnovabili. A metà giugno 2011, però, la cancelliera Angela Merkel, durante l'audizione al Bundestag per la presentazione del pacchetto energia, ha dichiarato che, per garantire la sicurezza energetica nel prossimo decennio, la Germania avrà bisogno di almeno 10 GW, e preferibilmente fino a 20 GW, di capacità incrementale (addizionale ai 10 GW già in costruzione o progettati e previsti di entrare in esercizio nel 2013) da impianti a combustibili fossili (a carbone e a gas naturale).
Il 15 aprile 2023, la Germania spense quegli ultimi tre reattori che si era prefissata di chiudere a dicembre 2022. L'azione venne posticipata a seguito della crisi energetica dovuta al conflitto in Ucraina e alla conseguente esplosione e chiusura dei due gasdotti Nord Stream, evento che non permise l'arrivo di gas naturale in Germania e più in generale in Unione Europea. Nel parlamento tedesco in realtà si provò a discutere un ulteriore slittamento, usando come motivazione il cambiamento climatico; il governo guidato da Scholz tuttavia rispettò la decisione presa nel 2011.
Dal punto di vista industriale, la Siemens è uscita dal settore nucleare l'anno stesso dell'incidente, sciogliendo la partnership con la francese AREVA (consorzio CARSIB) per la costruzione dei reattori EPR e rompendo l'alleanza con la russa Rosatom siglata nel marzo 2009.

### Indonesia
Il governo ha annunciato che, nonostante un elevatissimo rischio sismico, non avrebbe modificato il suo programma nucleare.

### Italia
Inizialmente, il ministro dell'Ambiente, Stefania Prestigiacomo, aveva dichiarato che «la linea del Governo sul nucleare non cambia». Il 23 marzo, tuttavia, il Governo Berlusconi IV deliberò una moratoria di un anno sul programma nucleare italiano e il 31 marzo 2011 abrogò le disposizioni di legge approvate nel biennio 2008-2010, con cui si era stabilito di riprendere la costruzione di impianti nucleari sul territorio nazionale. Su tali disposizioni era già stato indetto un referendum abrogativo, che si è comunque svolto il 12 e 13 giugno 2011, con un esito favorevole alla cancellazione delle norme che avrebbero consentito la produzione di energia elettrica nucleare in Italia. Al 2025, l’Italia non ha riattivato alcun programma nucleare; la produzione di energia elettrica resta basata su fonti fossili e rinnovabili, mentre il dibattito sul nu leare di nuova generazione rimane aperto a livello istituzionale e scientifico.

### Stati Uniti d'America
Nonostante le sollecitazioni di alcuni esponenti del suo stesso partito, il presidente Barack Obama ha escluso che l'incidente occorso in Giappone possa rallentare il processo di rilancio del programma nucleare statunitense, affermando che gli impianti nucleari presenti sul territorio americano sono da considerarsi sicuri. Al 2025, negli Stati Uniti sono stati completati nuovi reattori di terza generazione, mentre continua il dibattito tecnico-politico sull’impiego dei reattori modulari avanzati (SMR), in fase di autorizzazione da parte della Nuclear Regulatory Commission./>

### Svizzera
Dopo l'incidente, l'Ufficio federale dell'energia ha annunciato la sospensione del nuovo programma nucleare, al fine di riesaminare e adeguare gli standard di sicurezza applicabili ai futuri impianti.
```
Il 22 marzo 
2011
, il Parlamento cantonale di 
Argovia
 ha respinto la proposta avanzata dal 
Partito Socialista Svizzero
 e dal 
Partito Ecologista Svizzero
 di sottoporre alle Camere federali un'iniziativa per l'uscita dal nucleare, formulata in risposta agli eventi giapponesi
[
182
]
. Tuttavia, il 25 maggio 
2011
, il 
Consiglio federale svizzero
 ha proposto l'abbandono graduale dell’energia nucleare, attraverso il blocco della costruzione di nuovi reattori e la conferma della disattivazione progressiva delle centrali esistenti secondo la pianificazione originaria (compresa tra il 
2019
 e il 
2034
)
[
183
]
[
184
]
. 
```

La decisione definitiva è stata adottata il 6 dicembre 2011 dalla camera bassa dell’Assemblea federale svizzera, che, tramite tre mozioni, ha stabilito di non autorizzare la costruzione di nuove centrali, pur non imponendo alcuna limitazione all'utilizzo della tecnologia nucleare per scopi civili o di ricerca. In caso di un futuro mutamento di orientamento politico, non sarà necessaria una modifica legislativa, ma sarà sufficiente un provvedimento amministrativo, sotto forma di una nuova mozione parlamentare, per riattivare lo sviluppo del settore.
Al 2025, la Svizzera ha confermato la strategia di uscita graduale dal nucleare. Alcuni reattori sono stati dismessi secondo i tempi previsti, mentre è in corso il dibattito su sicurezza, smantellamento e gestione dei rifiuti radioattivi di lungo periodo.

### Unione europea
Günther Oettinger, commissario per l'energia della Commissione europea, ha dichiarato il 15 marzo 2011: «dobbiamo anche porci la domanda se, in Europa, in futuro, potremo soddisfare i nostri bisogni energetici senza il nucleare».
Nel marzo 2016, un rapporto della Commissione europea ha descritto l’energia nucleare come una componente inevitabile del futuro mix energetico e ha raccomandato investimenti per garantire una fornitura sicura e stabile. Si è richiesto alle aziende elettriche un impegno finanziario consistente per la costruzione di nuovi impianti, con stime tra i €450 miliardi e i €500 miliardi. Il documento ha rappresentato la prima valutazione economica sul nucleare in Europa dopo l'incidente di Fukushima del marzo 2011. Secondo le stime della Commissione, tra €45 miliardi e €50 miliardi sarebbero necessari anche per l'ammodernamento del parco reattori esistente, altrimenti destinato alla sostituzione entro il 2050. Il rapporto suggerisce inoltre che molti operatori potrebbero estendere la vita utile degli impianti oltre la durata prevista in fase di progetto. Il documento ha suscitato critiche da parte del Partito Verde tedesco: Rebecca Harms, co-presidente del Gruppo Verde al Parlamento europeo, ha sostenuto, citando uno studio alternativo, che: «la Commissione europea sta sottovalutando i costi e delineando un futuro eccessivamente ottimistico per l’industria nucleare». Tale studio ha contestato le ipotesi della Commissione, sostenendo che quest'ultima sottostima sistematicamente i costi associati all’estensione della vita operativa dei reattori, allo smaltimento delle scorie radioattive e al decommissioning delle centrali obsolete. Inoltre, secondo questo rapporto critico, le proiezioni della Commissione presuppongono una domanda di energia elettrica elevata, giungendo così alla conclusione che sia necessario mantenere in funzione «reattori vecchi e pericolosi» e costruire nuovi impianti nucleari. Al 2025, il dibattito sul ruolo del nucleare in Europa rimane aperto: alcuni Stati membri hanno avviato la costruzione di nuovi reattori o investito negli SMR (Small Modular Reactors), mentre altri continuano la progressiva uscita dal nucleare. La Commissione europea ha incluso il nucleare nella tassonomia verde, a condizione di requisiti tecnici stringenti su sicurezza e gestione dei rifiuti.

### Altri paesi
Altre nazioni hanno annunciato che le vicende giapponesi saranno tenute in considerazione ai fini della sicurezza, ma che il programma nucleare non sarebbe cambiato.
In molti paesi già dotati di impianti nucleari è stato deciso intanto di rivedere le misure di sicurezza: è il caso dell'India e di Taiwan.